# Deuxième concile œcuménique du Vatican
Ne doit pas être confondu avec Premier concile œcuménique du Vatican.
Le deuxième concile œcuménique du Vatican, plus couramment appelé concile Vatican II, est le XXIe concile œcuménique de l'Église catholique. Il est ouvert le 11 octobre 1962 par le pape Jean XXIII et se termine le 8 décembre 1965 sous le pontificat de Paul VI.
On le considère généralement comme l'événement le plus marquant de l'histoire de l'Église catholique au XXe siècle, symbolisant son ouverture au monde moderne et à la culture contemporaine, prenant en compte les progrès techniques, l'émancipation des peuples et la sécularisation croissante. Des réponses sont cherchées dans un retour aux racines du christianisme : la Bible (sur la base de nouvelles recherches bibliques), la patristique et la longue tradition de l'Église par-delà les positions souvent sclérosées héritées de la Contre-Réforme[source insuffisante]. Il met également en valeur l'originalité des Églises locales et la diversité des cultures que le monolithisme romain avait fait perdre de vue[source insuffisante]. On a pu décrire le concile comme une réaction contre « l'immobilisme myope » et la « prépondérance des préoccupations juridiques sur l'inspiration évangélique » qui avaient de plus en plus caractérisé le catholicisme depuis le concile de Trente (1545-1563)[source insuffisante].
Le concile connaît un déroulement inattendu : le programme préétabli par des cardinaux de la curie romaine, avec des textes quasi prêts à être votés, est rejeté et les pères conciliaires prennent alors leur ordre du jour en main. On débat notamment de la liturgie, du rapport que l'Église catholique doit entretenir avec les autres confessions chrétiennes, avec les autres religions, et avec la société en général, mais aussi de thèmes plus spécifiquement théologiques, comme la liberté religieuse et la Révélation.
Le concile publie 16 documents : 4 constitutions, 9 décrets et 3 déclarations.

## Enjeux

### Vatican I, concile inachevé

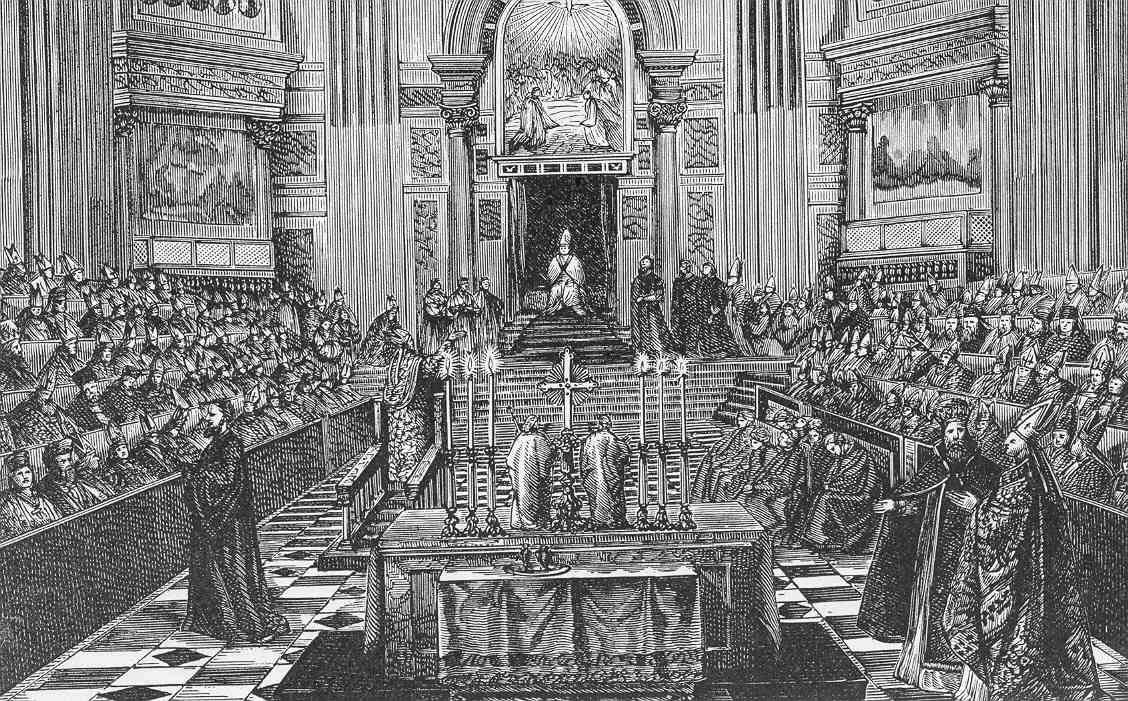
Le premier concile œcuménique du Vatican, convoqué par Pie IX.

Le premier concile œcuménique du Vatican est interrompu le 20 septembre 1870 lors de la prise de Rome par Victor Emmanuel II, permise par le retrait des troupes françaises de Napoléon III, protecteur du pape, en raison de sa guerre contre les États allemands. Les débats menés à terme portent, avec la constitution Dei Filius, sur l'articulation entre foi et raison et, avec la constitution Pastor Æternus, sur le rôle de la papauté, avec la proclamation du dogme de l'infaillibilité pontificale. Toutefois, nombre de questions pastorales et dogmatiques concernant le magistère de l'Église sont laissées en suspens.
La reprise du concile est évoquée en 1922 par le pape Pie XI dans sa première encyclique Ubi arcano Dei consilio, où il exprime son « hésitation ». Il confie à quatre théologiens, dont Édouard Hugon et Alexis Lépicier, la tâche d'établir l'inventaire des textes préparatoires du précédent concile qui sont restés inexploités et, en 1924, il charge discrètement une commission de suggérer des thèmes de travail pour un prochain concile. Ces propositions sont communiquées en secret à des théologiens et professeurs d'universités pontificales chargés de les commenter, tandis que les évêques du monde entier sont invités, par une lettre du 22 octobre 1923, à communiquer au pape leur sentiment sur l'opportunité de rouvrir le concile. Une écrasante majorité de réponses (900 sur 1 165) y sont favorables. Si l'instabilité politique européenne des années 1930 se prête peu à l'ouverture d'un nouveau concile et pose à la papauté des questions nouvelles, les travaux qui ont continué sont consignés dans un rapport du cardinal Costantini, remis en 1939, durant l'intérim avant l'élection de Pie XII.
En février 1948, Pie XII reçoit l'archevêque de Palerme Ernesto Ruffini, qui lui suggère un concile qui « aurait autant de sujets à traiter qu'en avait eus le concile de Trente », puis le cardinal Ottaviani, qui en reprend l'idée et crée peu après une commission restreinte de sept consulteurs. En juillet 1948 il est prévu de créer dans le futur cinq commissions préparatoires : théologique et spéculative, théologique et pratique, juridique et disciplinaire, missionnaire, pour la culture et l'action chrétienne et 36 théologiens sont pré-sélectionnés pour les constituer, tandis qu'une commission centrale dirigée par le cardinal Borgongini-Duca est créée, puis se réunit six fois de 1949 à 1951. Le pape Pie XII, qui a suspendu en 1949 l'envoi de la lettre préparée par la commission pour demander leur avis aux évêques du monde entier, met un terme au projet de concile en 1951 lorsque la commission lui demande de trancher entre un concile court ou un concile long.
En réalité, d'après Gérard Philips, un des rédacteurs de la constitution Lumen gentium, l'idée de fixer le programme d'un éventuel concile en fonction de l'inachèvement du précédent a été abandonnée dès 1948. Le projet consiste plutôt à prendre en compte les 40 encycliques publiées depuis et le code de droit canonique de 1917.

### Débats théologiques préconciliaires
Sous les pontificats de Pie XI et Pie XII, plusieurs mouvements sont porteurs d'attentes qui, au moment du concile, débouchent sur des réformes concrètes.

#### Mouvement liturgique
Le mouvement liturgique est issu de la pensée de Dom Lambert Beauduin, fondateur de l'Abbaye de Chevetogne en Belgique, et de Romano Guardini, théologien allemand, en liaison avec des abbayes bénédictines comme celles de Solesmes (France), Maredsous (Belgique) et Maria Laach (Allemagne). Il recommande que les fidèles soient « participants » lors des offices communautaires, plutôt que de s'isoler dans des pratiques de piété individuelle. Il demande également qu'on rompe avec l'usage de ne distribuer la communion qu'en dehors de la messe. Le mouvement reçoit une reconnaissance officielle dans l'encyclique Mediator Dei de Pie XII en 1947. Des réformes voient le jour : restauration de la vigile pascale en 1951, assouplissement du jeûne eucharistique, simplification du missel. En revanche, Pie XII refuse la concélébration et l'introduction des langues vulgaires dans la liturgie.

#### Mouvement biblique et patristique
Si Pie X a défendu le littéralisme biblique, Pie XII, quant à lui, encourage l'exégèse scientifique dans l'encyclique Divino afflante Spiritu (1943). Désormais, les biblistes catholiques peuvent tenir compte du genre littéraire des textes et avoir recours aux manuscrits originaux. La Bible de Jérusalem, réalisée d'après ces principes, voit le jour en 1948. Le renouveau des études des Pères de l'Église (grâce par exemple à Henri de Lubac, Jean Daniélou et Joseph Ratzinger) fait apparaître une compréhension de la foi différente de celle des manuels de théologie.

#### Mouvement œcuménique
Le mouvement œcuménique est d'origine protestante et anglicane. Du côté catholique, il est soutenu notamment par Yves Congar, o.p., qui publie Chrétiens désunis, principes d'un œcuménisme catholique (1937), et le prêtre lyonnais Paul Couturier, fondateur du groupe des Dombes en 1937. Le Vatican tendait à s'y opposer, considérant que l'union ne pouvait se faire que par le retour des « dissidents » à l'Église catholique.

#### Mouvement pour l'apostolat des laïcs
Il est lié à l'expansion de l'Action catholique, encouragée par Pie XI. Dans l'encyclique Summi pontificatus (1939), Pie XII parlait de la « collaboration » des laïcs à l'apostolat de la hiérarchie. L'encyclique Mystici Corporis (1943) pose que les laïcs sont des membres à part entière de l'Église. Après la Seconde Guerre mondiale ont lieu à Rome deux grands congrès pour l'apostolat des laïcs, en 1951 et 1957. Lors du premier congrès, Pie XII admet que la dépendance des laïcs à l'égard de la hiérarchie peut « admettre des degrés » (ce qui signifie qu'elle n'est pas toujours entière), avant de revenir à une position plus classique en 1957.

## Annonce et préparation du concile
Jean XXIII devient pape le 28 octobre 1958. Quatre jours après son élection, alors qu'il n'a pas eu connaissance des possibles ouvertures de concile des papes précédents, il exprime l'idée de rassembler un concile devant son secrétaire, Loris Capovilla, le 2 novembre 1958. Entre autres, la chute du nombre de prêtres depuis 1942 ne lui avait pas échappé, indice chiffrable de défections de fidèles encore plus nombreuses. Au début de l'année suivante, il annonce — à la surprise générale — son intention de convoquer un concile œcuménique : le 25 janvier 1959, à la fin de la semaine de prières pour l'unité des chrétiens, après la cérémonie religieuse à la basilique Saint-Paul-hors-les-Murs, il réunit les 17 cardinaux présents, tous de la curie romaine, dans la salle capitulaire de l'abbaye et leur déclare : « Frères vénérables et fils très chers ! Nous faisons devant vous, avec une certaine crainte et un peu d'émotion dans la voix, mais également avec une humble résolution de propos, le projet d'une double célébration : un synode diocésain pour la Ville [Rome] et un concile œcuménique pour l'Église universelle »<>. Cette annonce laisse cependant en suspens la question de la nature et du but de ce concile.
Pendant les mois qui suivent, le pape explicite son intention dans de nombreux messages, notamment au sujet de la forme que devrait revêtir le concile.
Le 17 mai 1959, jour de la Pentecôte, le pape annonce la création d'une commission anté-préparatoire présidée par le cardinal secrétaire d'État Domenico Tardini. Les universités catholiques, les Sacrées congrégations et tous les évêques sont alors invités à exprimer leurs conseils et leurs vœux (consilia et vota) sur les sujets à aborder lors du concile. En un an, 76,4 % d'entre eux répondent (soit 2 150 réponses). Les principales demandes sont celles d'une meilleure définition du rôle des évêques, d'une clarification du rôle des laïcs dans l'Église et de la place que doit y tenir l'Action catholique. Beaucoup de réponses réclament la condamnation du marxisme, de l'existentialisme et du relativisme doctrinal et moral[réf. incomplète].
La phase préparatoire est inaugurée à la Pentecôte 1960 (5 juin). La préparation du concile, qui dure plus de deux ans, implique dix commissions spécialisées, ainsi que des secrétariats pour les relations avec les médias, pour l'unité des chrétiens (confié au cardinal Bea), et une commission centrale présidée par le pape (avec Pericle Felici comme secrétaire général), pour coordonner les efforts de ces différents organismes. Ces commissions, composées en majorité de membres de la Curie romaine, produisent 70 schémas (schemata), destinés à servir de base de travail pour les pères conciliaires. Giovanni Battista Montini, cardinal archevêque de Milan et futur pape Paul VI, écrit quelques semaines après l'ouverture de la première session : c'est un « matériel immense, excellent, mais hétérogène et inégal […] qui aurait réclamé une réduction et un classement courageux […] si une idée centrale, architecturale, avait polarisé et « finalisé » ce travail considérable ». Jean XXIII convoque officiellement le concile le 25 décembre 1961 par la bulle d'indiction Humanae salutis., et fixe le 2 février 1962 la date de la première session au 11 octobre.
Au cours de l'été 1962, Jean XXIII énonce la liste des sept premiers schémas qui seront discutés. Des évêques hollandais se rassemblent pour les examiner et décident d'en publier un commentaire. Rédigé par le P. Edward Schillebeeckx, il est publié sans le nom de son auteur. Ce texte largement diffusé auprès des évêques préconise de débuter en examinant le schéma sur la liturgie, le seul auquel il décerne des louanges. Par ailleurs, certains experts comme Yves Congar critiquent le manque d'organisation et de réel dialogue de la première phase du concile : de fait, l'éloignement géographique des consulteurs de ces commissions, l'omniprésence de la Curie romaine, ont pu nuire à l'expression des différents points de vue et à la qualité de ces échanges préparatoires. La diffusion du texte du P. Schillebeeckx permet ainsi aux différents épiscopats de prendre connaissance des opinions de leurs pairs.

## Participants

### Une assemblée mondiale
2 908 pères conciliaires sont convoqués : tous les évêques, ainsi que de nombreux supérieurs d'ordres religieux masculins. 2 540 d'entre eux prennent part à la session d'ouverture, ce qui en fait le plus grand rassemblement de toute l'histoire des conciles de l'Église catholique. À titre de comparaison, le concile de Trente ne rassembla que de 64 à moins de 300 participants dont 60 à 90 % d'Italiens. La participation varie, en fonction des sessions, de 2 100 à 2 300 pères présents.

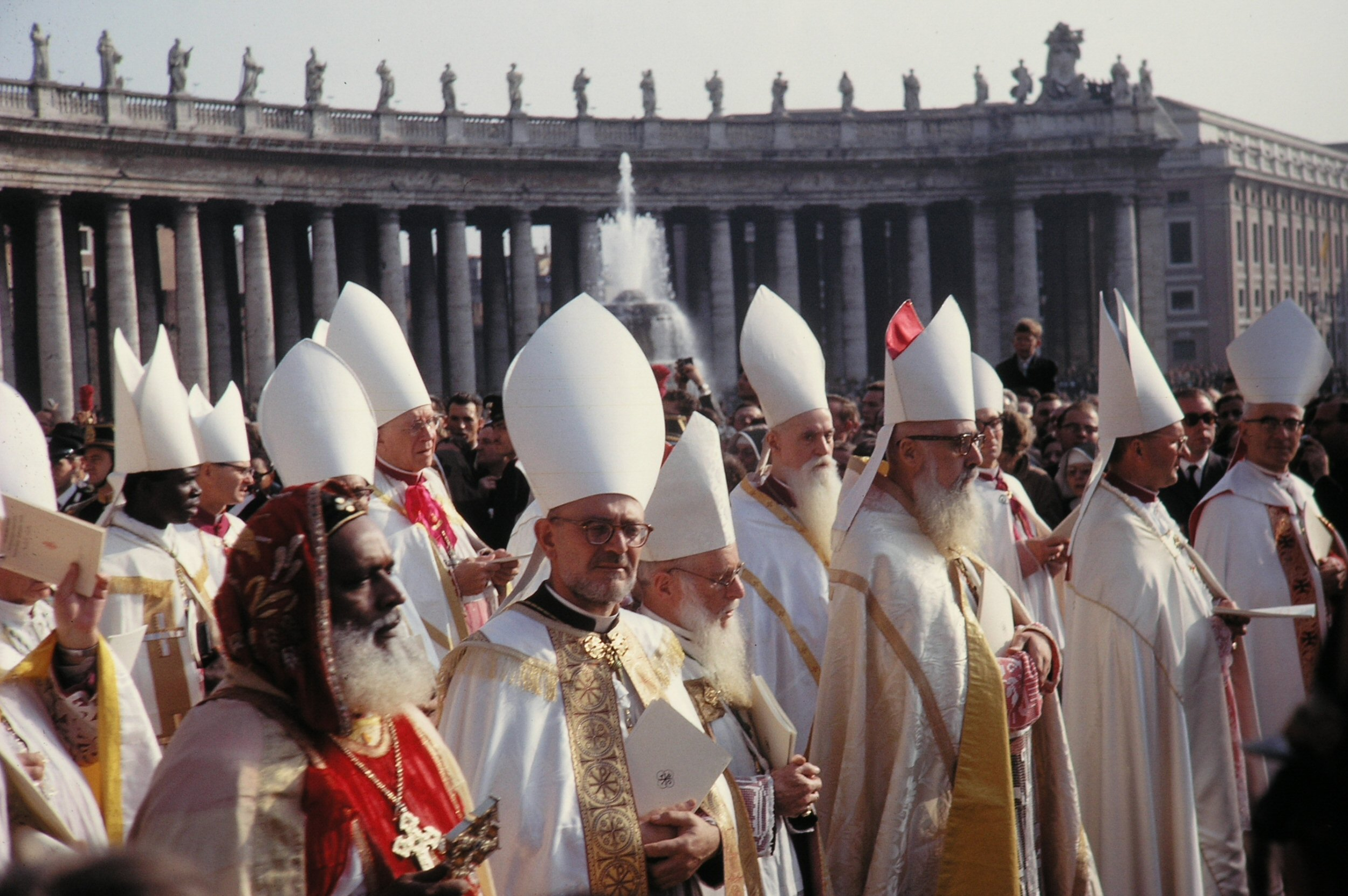
Pères conciliaires sur la place Saint-Pierre en 1961.

On note aussi la présence d'un grand nombre d'experts, appelés periti, par qui les évêques se font conseiller. Par exemple, le conseiller théologique du cardinal Frings est le jeune Joseph Ratzinger, élu pape en 2005 sous le nom de Benoît XVI, ainsi que Hans Küng, qui avec Ratzinger sera le plus jeune expert théologien. Les periti sont nommés par le pape. Ils assistent au concile sans voter et ne prennent la parole que si on les interroge. Ils jouent un rôle croissant à mesure que progresse le concile.
Au début des travaux, 53 « observateurs chrétiens » non catholiques représentant dix-sept Églises ou fédérations d'Églises assistent aux travaux sans droit de parole ni de vote. Le nombre de ces représentants s'élève à 106 pour 28 Églises à la fin du concile. À l'exception de l'Église orthodoxe russe, les Églises orthodoxes refusent d'envoyer des observateurs à la première session du concile. L'Église orthodoxe russe, craignant les représailles du pouvoir soviétique, n'accepte de s'y rendre qu'après confirmation, lors d'une réunion informelle à Paris en août 1962, que le concile n'abordera pas de questions politiques. En outre, treize laïcs pouvant assister aux congrégations générales, également sans droit de vote ni de parole — les « auditeurs » —, se joignent aux travaux à partir de la deuxième session et voient progressivement leur nombre monter à quarante.

### Majorité et minorité

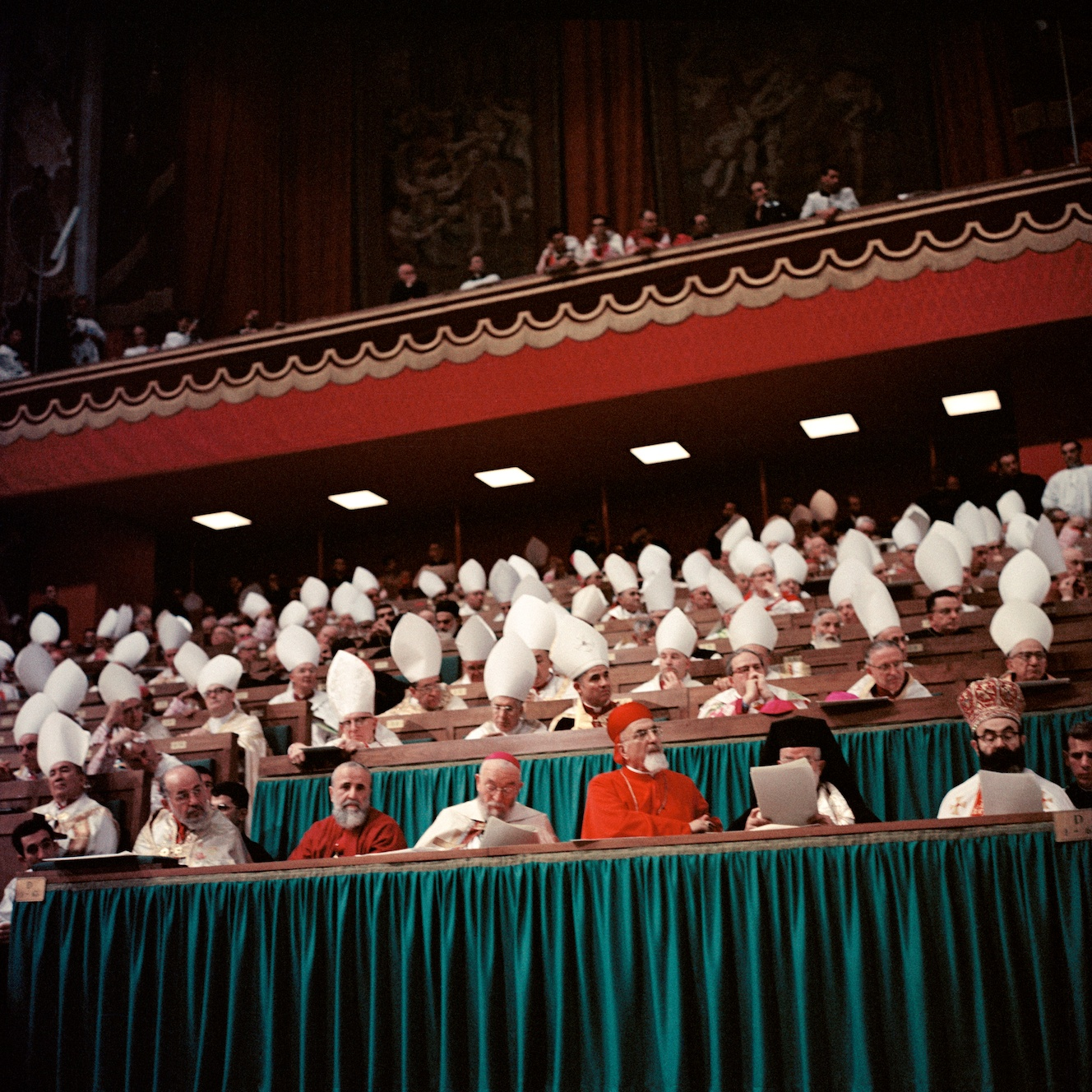
Les pères lors du concile. Photographie de Lothar Wolleh.

Pour Giuseppe Alberigo, une des caractéristiques de Vatican II est la tension entre l'assemblée conciliaire et la Curie romaine. Dans un ouvrage qui se propose explicitement de défendre, contre Alberigo, l'interprétation du concile proposée par Benoît XVI, Agostino Marchetto, lui-même membre de la curie jusqu'en 2010, exprime des « réserves » à l'égard de cette analyse.
Le concile met face à face deux groupes d'évêques, que l'on a pris l'habitude de baptiser respectivement « majorité » et « minorité »[réf. incomplète].
Les membres de la majorité désirent voir l'Église entrer en dialogue avec le monde moderne et pour cela préconisent, entre autres, une plus grande liberté pour la recherche théologique et exégétique, une plus grande confiance dans le laïcat chrétien, un style de gouvernement moins administratif et plus évangélique et une participation effective des évêques diocésains à la direction de l'Église. Ses leaders sont les cardinaux Giacomo Lercaro, Léon-Joseph Suenens, Julius Döpfner, Joseph Frings, Franz König, Bernard Jan Alfrink et le patriarche Maximos IV. La majorité a fini par compter 80 % de l'assemblée. Même si Jean XXIII laisse le concile agir en toute liberté, ses sentiments suivent ceux de la majorité.
Les membres de la minorité sont davantage soucieux de conserver le dépôt de la foi dans son intégrité. Ils sont très sensibles aux dangers que font courir à celle-ci les « erreurs modernes » que sont le marxisme, l'évolutionnisme et le laïcisme. Ils dénoncent une tendance au relativisme dans le mouvement œcuménique et dans les invitations à accepter la légitimité du pluralisme dans l'Église. Ses leaders sont les cardinaux Alfredo Ottaviani, Giuseppe Siri, Ernesto Ruffini, Michael Browne. Il faut aussi mentionner l'évêque de Segni, Carli, et le supérieur des Spiritains, Marcel Lefebvre. Les membres de la minorité se retrouvent au sein du Coetus Internationalis Patrum.
L'action de la minorité a donné lieu à des critiques, notamment pour certaines pratiques d'obstruction. Dans la mesure où les membres du concile ont toujours souhaité parvenir à un consensus général, de nombreux textes présentent des formules de compromis, dont l'ambiguïté nuit à la qualité.

## Organisation

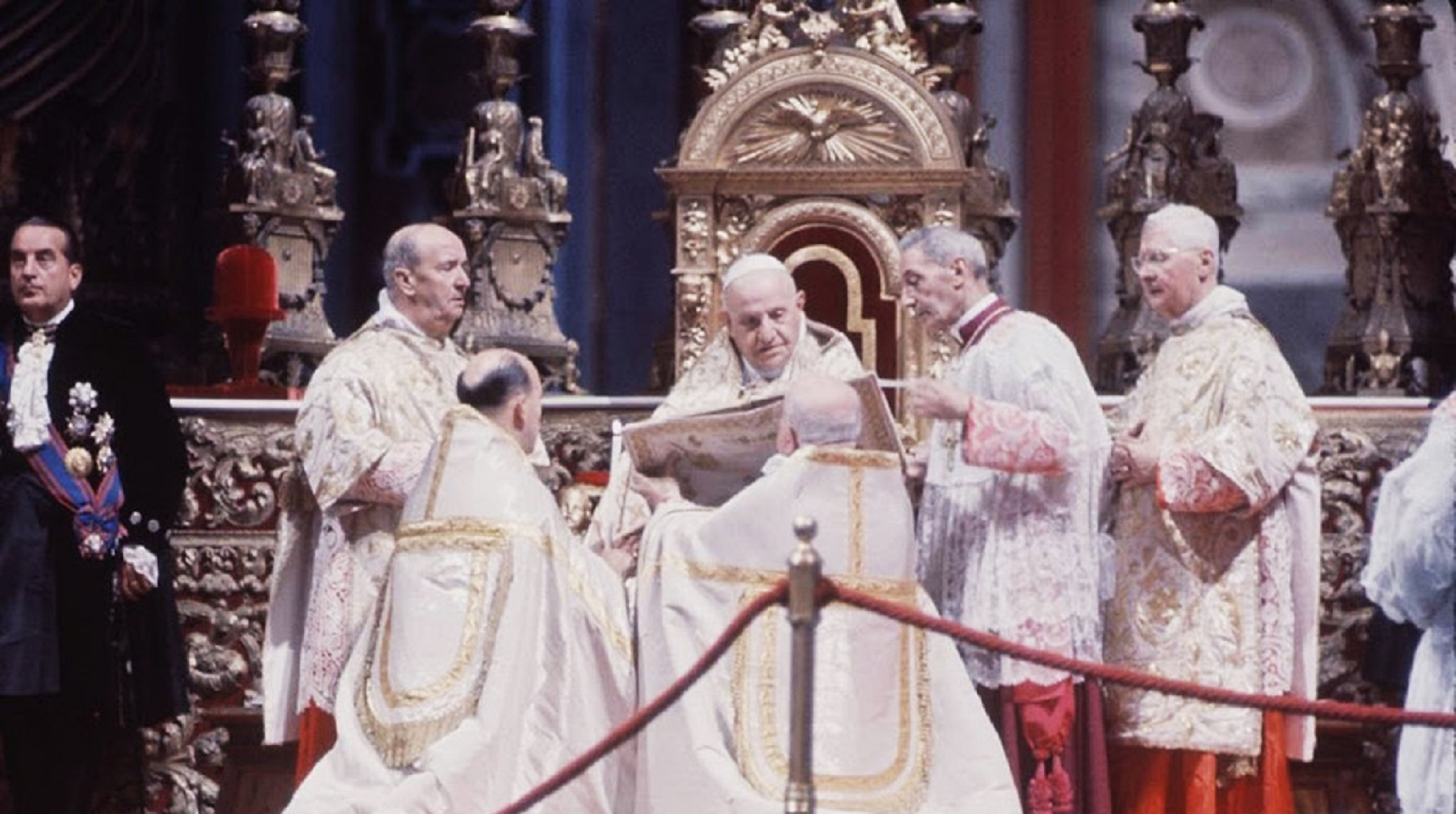
Le concile présidé par Jean XXIII, octobre 1962.

Le règlement du concile, élaboré discrètement de novembre 1961 à juin 1962 par une sous-commission de la commission centrale, est promulgué par le pape le 5 septembre 1962, avec le motu proprio Appropinquante Concilio. Il fixe une majorité des deux tiers pour l'adoption d'un texte, contrairement à Vatican I où une simple majorité de 50 % suffisait. Les bulletins de vote se présentent sous la forme de cartes perforées, et font l'objet d'un comptage mécanographique.
Dix commissions qui transposent les dix commissions préparatoires sont instituées, ainsi que des structures annexes dont le secrétariat pour les affaires extraordinaires chargé de filtrer les requêtes des Pères pour qu'ils n'ajoutent pas leurs propres projets à ceux abordés pendant la phase préparatoire, et le secrétariat pour l'unité des chrétiens. Les commissions se composent de 24 membres dont 8 sont nommés par le pape et 16 par les pères. Les présidents des commissions sont ceux des commissions préparatoires, nommés par le pape, et les secrétaires des commissions sont choisis par les présidents des commissions parmi les periti du concile.
Les « schémas » sont les propositions de textes discutées par le concile. Ils se présentent sous la forme de livrets anonymes, estampillés sub secreto, ce qui indique leur caractère secret, et comportent généralement un état de la question, suivi de propositions numérotées, et de notes explicatives, le tout reflétant les vœux (en latin vota) exprimés par les évêques durant la phase anté-préparatoire.
Les débats sont présidés par dix présidents parmi lesquels les cardinaux Frings, Liénart et Alfrink. En dehors des périodes de session plénière, des commissions revoient et compilent les travaux des évêques afin de préparer la session suivante. Les sessions ont lieu dans la basilique Saint-Pierre, en latin, et le secret des débats doit être gardé. Les interventions sont limitées à dix minutes. En fait, la majeure partie des travaux du concile prend la forme de réunions de commissions (qui peuvent avoir lieu en langue vernaculaire), ainsi que de réunions plus informelles et de conversations entre évêques en dehors du concile à proprement parler. Les Pères du concile peuvent proposer des amendements, appelés en latin modi, aux textes préparés par les commissions, en votant placet juxta modum et en joignant un amendement à leur vote, mais la majorité use de cette faculté avec parcimonie à cause de la doctrine qui considère comme rejeté un texte recevant plus d'un tiers de modi.

## Déroulement
Quatre sessions plénières du concile se tiennent de 1962 à 1965.

### Première session (11 octobre-8 décembre 1962)

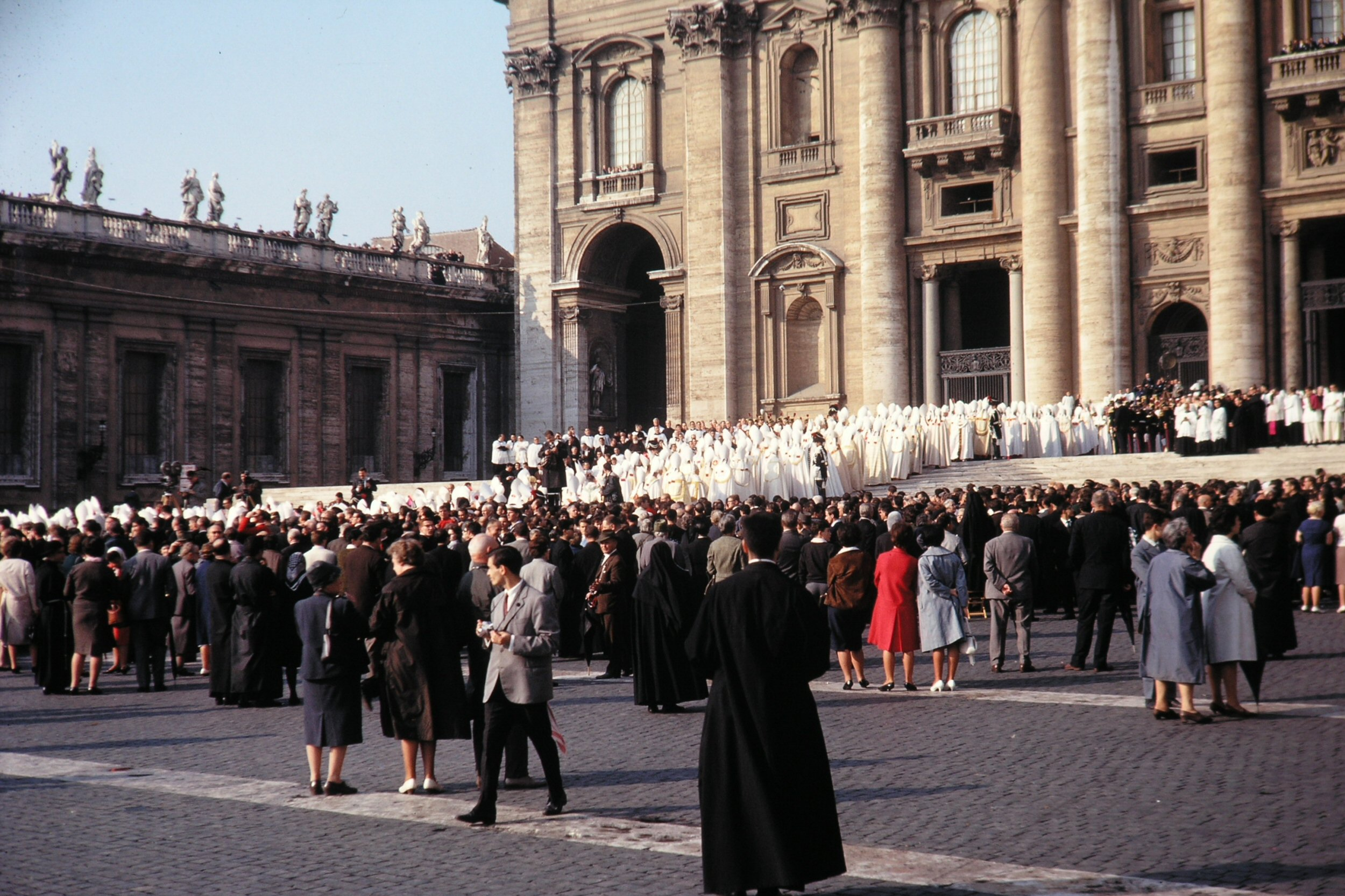
La procession d'entrée des pères conciliaires.

Une fois le concile ouvert, d'autres commissions doivent être constituées, chargées de trier et de revoir les différents schémas, réduits à 17 pour en tirer la substance, puis de les présenter au concile pour qu'ils soient approuvés et éventuellement amendés. En fait, les schemata sont écartés dès la première session du concile, et d'autres sont créés.

#### Ouverture

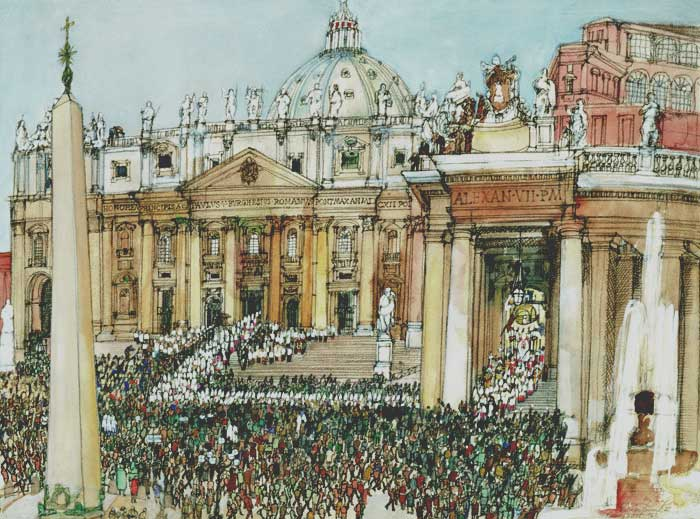
La procession d'entrée des cardinaux. Peinture de Franklin McMahon.

Le 11 octobre 1962, les 2 400 pères conciliaires (cardinaux, évêques, patriarches, supérieurs d'ordres et experts), revêtus de leurs insignes épiscopaux, coiffés de mitres blanches, commencent à 8 h 30 à s'avancer en procession, six de front. Ils traversent la place Saint-Pierre, au milieu de la foule, avant de pénétrer dans la basilique où des gradins se faisant face ont été aménagés dans la nef. Jean XXIII, coiffé de la tiare, fait son entrée solennelle sur la sedia gestatoria sur le chant du Veni creator spiritus (« Viens Esprit créateur »). Cette cérémonie publique réunit les représentants de 86 gouvernements et organismes internationaux, experts et invités (environ 200 théologiens, canonistes, observateurs non catholiques, auditeurs et auditrices laïques).
Après la messe, le pape lit une allocution aux évêques rassemblés, intitulée Gaudet Mater Ecclesia (« Notre mère l'Église se réjouit… »). Lors de ce discours, il repousse les « prophètes de malheur, qui ne font qu'annoncer des catastrophes » pour l'avenir du monde et de l'Église. Le pape insiste sur le « caractère surtout pastoral » — plutôt que doctrinal — de l'enseignement du concile : l'Église n'a pas besoin de répéter ou de reformuler les doctrines ou les dogmes existants, mais plutôt de chercher à enseigner le message du Christ à la lumière de l'évolution constante du monde contemporain. Il exhorte les pères conciliaires à « utiliser les remèdes de la miséricorde plutôt que les armes de la sévérité » dans les documents qu'ils seraient amenés à produire : cette exhortation s'inscrit dans un mouvement de vérité, marqué par une attitude de miséricorde, et non dans la volonté de condamner des erreurs.

#### Composition des commissions
Le 13 octobre la première « congrégation générale » (réunion plénière de l'Église universelle) est présidée par le cardinal Tisserant, doyen du Sacré Collège. Se produit alors un «coup de théâtre», préparé par des échanges entre plusieurs archevêques représentatifs d'épiscopats européens, choqués par la mainmise des bureaux romains sur l'assemblée des évêques : les cardinaux Achille Liénart, de Lille, et Joseph Frings, de Cologne, contestent vigoureusement la composition des commissions préparatoires et les méthodes de travail prévues par la curie romaine, qui conduisent à un simple enregistrement de textes préfabriqués : ils exigent que le concile puisse délibérer librement. À une immense majorité, les évêques décident alors par un vote de ne pas procéder comme prévu par les commissions préparatoires, mais de se consulter par groupes nationaux et régionaux, ainsi que dans des réunions plus informelles.
Pour débloquer le concile, les cardinaux Léon-Joseph Suenens, Giacomo Lercaro, et Julius Döpfner, trois des quatre modérateurs, semblent avoir été à l'origine d'un changement de procédure immédiatement accepté par Jean XXIII.
Le 16 octobre les commissions conciliaires sont élues à partir des listes proposées par les conférences épiscopales. La plus importante d'entre elles est celle présentée par « l'alliance européenne », constituée autour de la France, l'Allemagne, la Belgique, l'Autriche, les Pays-Bas et la Suisse : 80 % de ses candidats sont élus. Le même jour il est annoncé que le schéma sur la liturgie sera le premier mis en débat.

#### Suite des travaux
Le 20 octobre 1962, les pères conciliaires publient un « message au monde » qui exprime la sollicitude de l'Église à l'égard de l'humanité souffrante.
Le programme des travaux du concile pour les sessions futures inclut la liturgie, la communication de masse, les Églises de rite oriental, et la nature de la révélation. Le schéma sur la révélation, repoussé par une majorité d'évêques, est revu à la demande de Jean XXIII, qui intervient en personne[réf. nécessaire]. Seul le schéma sur la liturgie est examiné sans être approuvé par un vote[réf. nécessaire].
Dans son discours de clôture, le 8 décembre, Jean XXIII exprime le vœu de voir le concile achevé pour Noël 1963. La préparation des sessions ultérieures commence et le nombre de schémas réduit de 70 à 17.
Le 11 avril 1963, Jean XXIII publie l'encyclique Pacem in Terris, qui utilise la notion de signes des temps, compris comme signes de la présence continue et efficace de Dieu dans l'histoire des hommes. Cette notion se retrouvera dans la constitution Gaudium et Spes.
Jean XXIII meurt le 3 juin 1963. Le 21 juin 1963, le cardinal Giovanni Battista Montini est élu pape sous le nom de Paul VI. Il annonce aussitôt qu'il souhaite voir le concile se poursuivre.

### Deuxième session (29 septembre-4 décembre 1963)
Dans les mois qui précédent la tenue de la deuxième session plénière, Paul VI s'efforce de corriger certains problèmes d'organisation et de procédure apparus au cours de la session précédente. Il invite notamment d'autres observateurs laïcs catholiques et non-catholiques, avant de supprimer l'exigence du secret qui prévalait lors des sessions plénières. Dans cette perspective d'« ouverture », il évite d'intervenir dans les débats du concile et se cantonne dans un rôle d'observateur.
Pendant cette session, les pères conciliaires approuvent la constitution Sacrosanctum Concilium sur la liturgie (par un vote de 2147 voix contre 4) ainsi que le décret Inter Mirifica sur les moyens de communications de masse. Les travaux avancent sur les schemata traitant de l'Église, des évêques et des diocèses, et de l'œcuménisme. Le 8 novembre 1963, le cardinal Joseph Frings critique l'institution du Saint-Office (qui portait avant 1908 le nom de Sainte Inquisition romaine et universelle), ce qui suscite une réponse passionnée de son secrétaire, le cardinal Alfredo Ottaviani. Cet échange est souvent considéré comme l'un des plus intenses du concile. La deuxième session s'achève le 4 décembre : dans son discours de clôture, Paul VI annonce son intention de se rendre à Jérusalem. C'est en janvier 1964, sur les lieux supposés de la Passion du Christ, qu'il rencontre le patriarche Athénagoras.

### Troisième session (14 septembre - 21 novembre 1964)

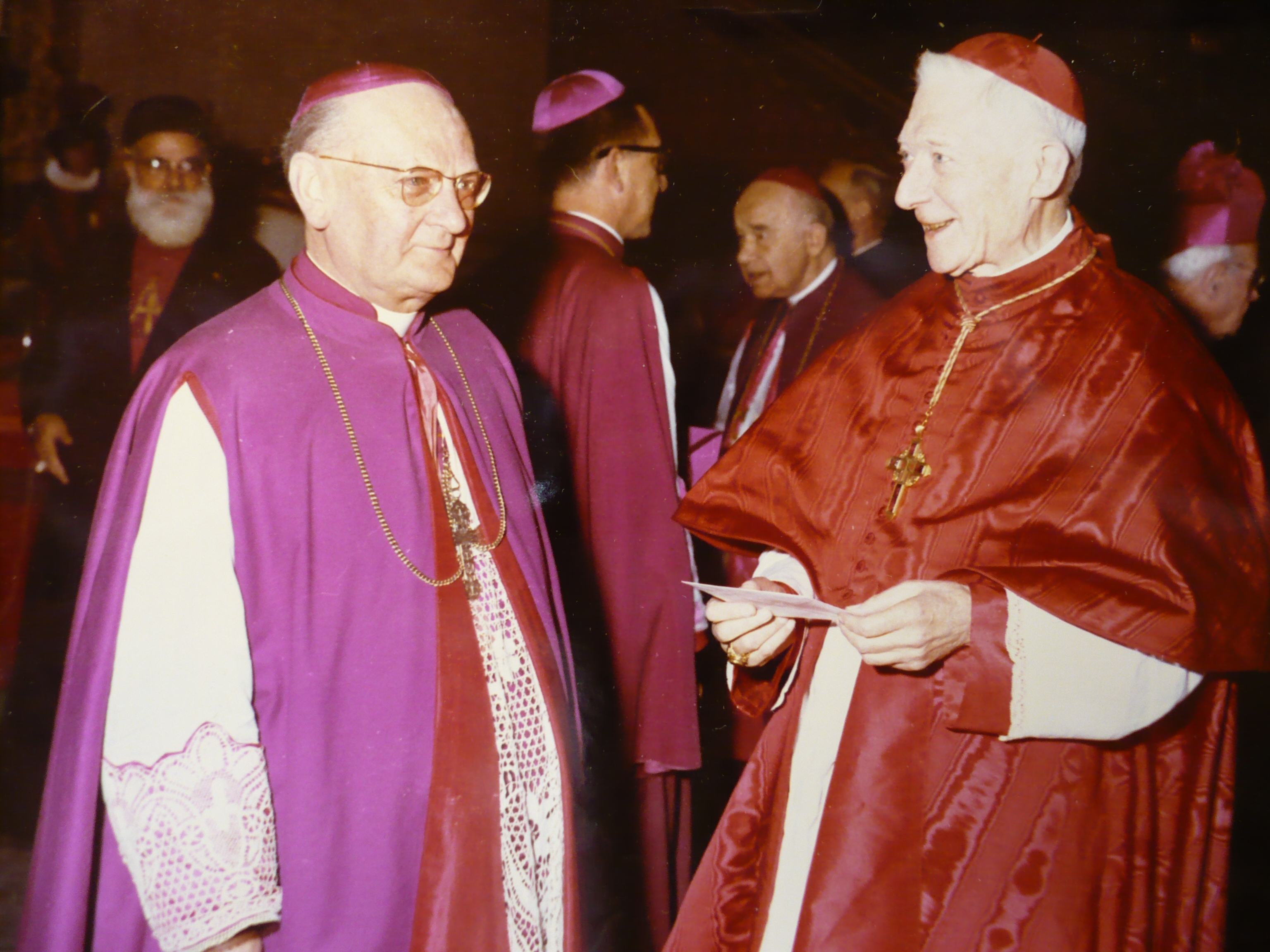
Marcel-Marie Dubois et le cardinal Liénart pendant le concile.

Entre la deuxième et troisième session, les schemata proposés sont à nouveau révisés, en tenant compte des remarques formulées par les pères conciliaires : les 17 schémas sont réduits à six auxquels il faut ajouter sept propositions. Sur certains sujets, les projets ne retiennent que quelques principes fondamentaux devant être approuvés pendant la troisième session, mais que des commissions post-conciliaires développeront par la suite. Quinze femmes (huit religieuses et sept laïques) ainsi que d'autres laïcs catholiques s'ajoutent au nombre des observateurs.
Au cours de cette session, qui débute le 14 septembre 1964, les pères conciliaires font progresser un grand nombre de propositions. Les schemata au sujet de l'œcuménisme (Unitatis Redintegratio), sur les Églises de rite oriental (Orientalium Ecclesiarum) et sur l'Église (Lumen Gentium) sont approuvés par l'assemblée des évêques et promulgués par le pape.
De nombreux évêques proposent un schéma au sujet du mariage, prévoyant une réforme du droit canon ainsi que de nombreuses questions d'ordre juridique, cérémonial et pastoral, en exprimant le souhait de le voir être rapidement approuvé par un vote. Mais le pape ne le soumet pas aux suffrages des pères conciliaires. Paul VI demande également aux évêques de déléguer la question de la contraception artificielle à une commission d'experts religieux et laïcs qu'il a formée.
Les schemata au sujet de la vie et du ministère des prêtres, de l'activité missionnaire de l'Église, sont renvoyés aux commissions pour être profondément remaniés. Le travail continue sur les schemata restants, en particulier ceux sur la place de l'Église dans le monde moderne et la liberté religieuse. Une controverse se déroule à propos des amendements au décret sur la liberté religieuse, le vote ne peut avoir lieu au cours de la troisième session, mais Paul VI promet que ce décret sera le premier à être examiné au cours de la session suivante.
Il clôt la troisième session le 21 novembre 1964, en réduisant à une heure au lieu de trois la durée du jeûne eucharistique et en déclarant formellement Marie Mater Ecclesiae (mère de l'Église), conformément à la tradition catholique.

### Quatrième session (14 septembre - 8 décembre 1965)

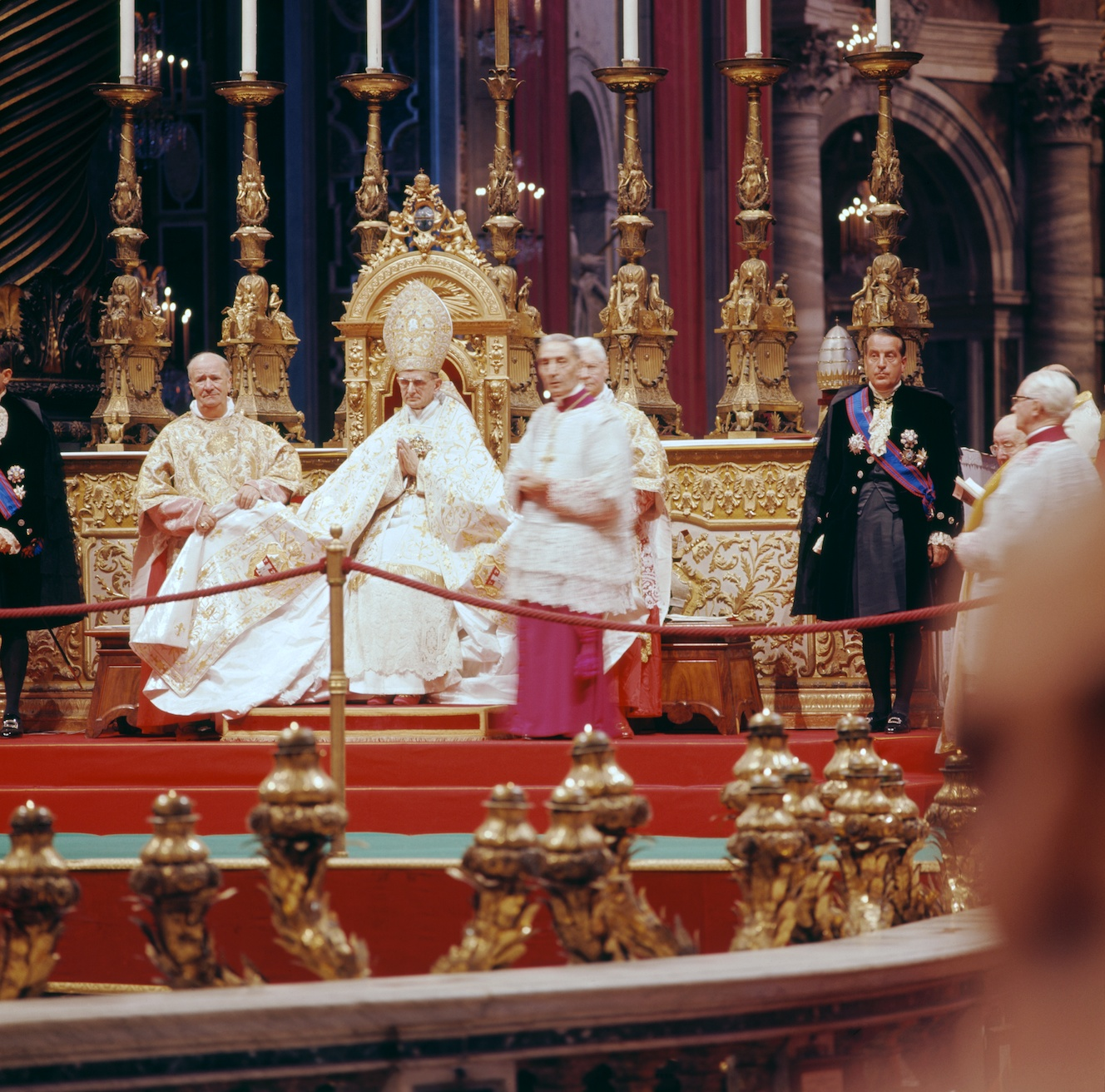
Le pape Paul VI lors du concile.

Onze schemata sont inachevés au terme de la troisième session, et les commissions travaillent à leur donner une forme définitive dans la période qui sépare les deux sessions. En particulier, le schéma 13, qui traite de la place de l'Église dans le monde moderne, est revu par une commission qui inclut des laïcs.
Paul VI ouvre la quatrième et dernière session du concile le 14 septembre 1965, et institue le Synode des évêques. Cette structure, destinée à se rassembler à intervalles réguliers, doit poursuivre la coopération entre les évêques et le pape après la fin du concile.
La première question débattue lors de la quatrième session est le décret sur la liberté religieuse, sans doute le plus controversé des documents conciliaires. La première mouture est votée par 1 997 voix contre 224. L'organisation de l'Église catholique, qui ne fonctionne pas par majorité simple, rend le chiffre des opposants très important. Après de nouvelles révisions, il est voté à une majorité de 2 308 pour et seulement 70 voix contre. La principale tâche qui occupe les pères pendant le reste de la session est le travail sur trois documents, qui sont tous approuvés à une large majorité. La constitution pastorale sur la place de l'Église dans le monde moderne, Gaudium et spes, rallongée et revue, suivie par deux décrets, sur l'activité missionnaire (Ad Gentes) et sur la vie et le ministère des prêtres (Presbyterorum Ordinis).
Le concile approuve également d'autres documents, examinés lors des sessions précédentes, en particulier le décret sur la charge pastorale des évêques (Christus Dominus), la vie des membres des ordres religieux (Perfectae Caritatis, document notablement rallongé et révisé), la formation des prêtres (Optatam Totius), l'éducation chrétienne (Gravissimum Educationis), et le rôle du laïcat (Apostolicam Actuositatem).
La déclaration Nostra Ætate fait l'objet de longs débats. Elle affirme, dans la lignée du concile de Trente, que ni les Juifs du temps du Christ ni les Juifs d'aujourd'hui ne peuvent être considérés comme plus responsables de la mort de Jésus que les Romains ou les chrétiens eux-mêmes.
L'événement marquant des derniers jours du concile est la visite à Rome du patriarche grec-orthodoxe de Constantinople Athénagoras Ier. Paul VI et le patriarche expriment dans une déclaration commune leur regret des actions qui ont conduit au Grand Schisme entre les Églises orientales et occidentales, et lèvent solennellement l'excommunication et l'anathème que leurs prédécesseurs s'étaient lancés lors de celui-ci.

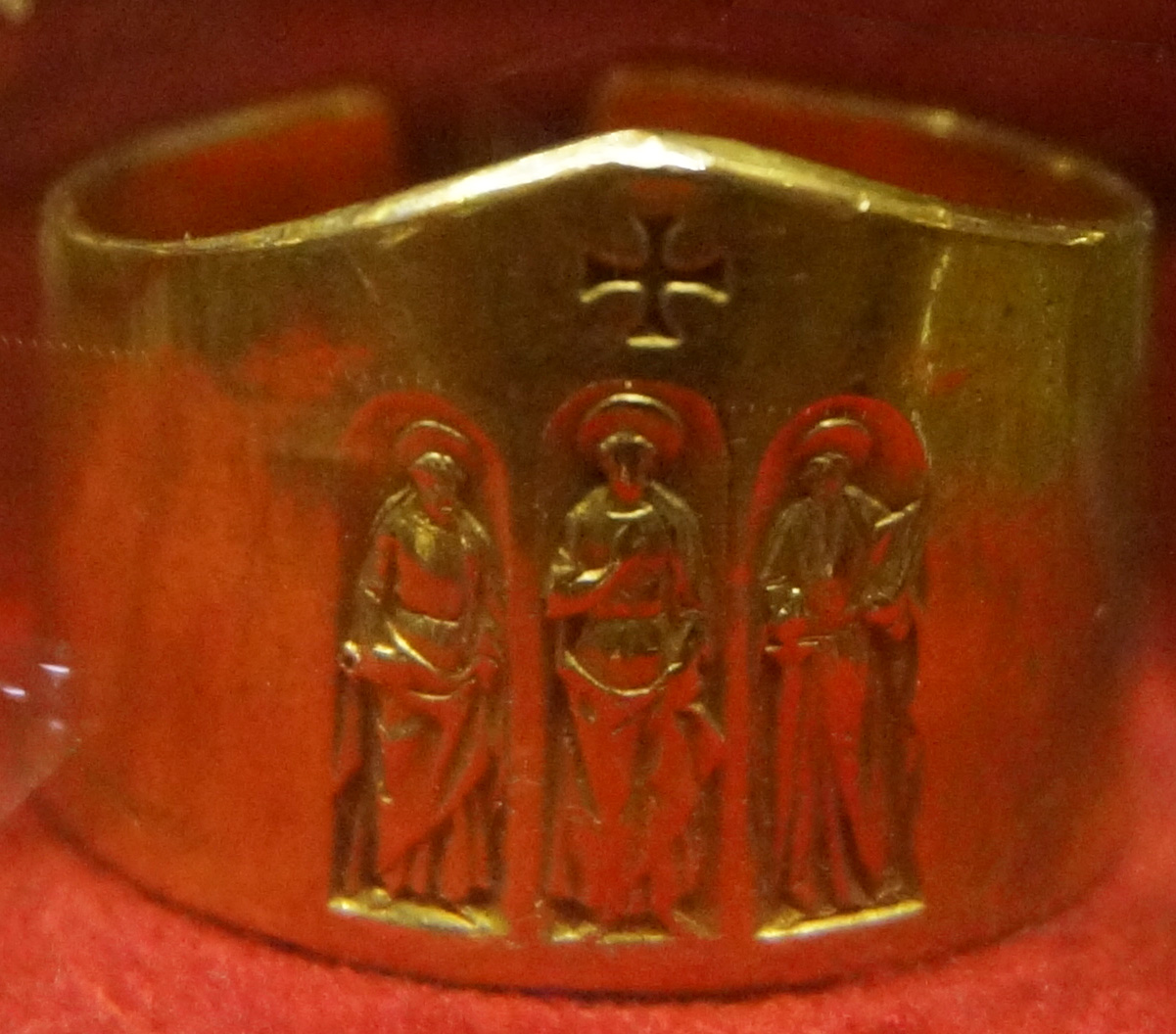
Anneau commémoratif offert par Paul VI aux pères conciliaires lors de la clôture du concile.

La clôture définitive du concile a lieu le 8 décembre 1965, et les évêques jurent de se conformer aux décrets qui y avaient été pris.
Paul VI, dans la foulée, crée une commission pontificale pour les médias, annonce un jubilé du 1er janvier au 26 mai 1966, change le nom du « Saint-Office » en « Congrégation pour la doctrine de la foi » et rend permanents les secrétariats pour la promotion de l'unité des chrétiens, pour les religions non chrétiennes et pour les non-croyants.

## Sujets abordés

### Vue d'ensemble
Selon le discours d'inauguration du concile par Jean XXIII, la doctrine de l'Église est immuable et doit être fidèlement respectée. Toutefois la tâche du concile est de la présenter « de la façon qui répond aux exigences de notre époque (ea ratione quam tempora postulant nostra) ». Paul VI, quant à lui, assigne quatre objectifs au concile dans son discours d'ouverture de la seconde session : l'approfondissement de la doctrine de l'Église, le renouveau de l'Église à travers un retour à ses traditions les plus « authentiques et fécondes » ; la recomposition de l'unité entre tous les chrétiens ; l'ouverture d'un dialogue avec le monde contemporain. Dans sa première encyclique, Ecclesiam suam (1964), il propose une formule appelée à la célébrité : « L'Église se fait conversation ».
D'après le cardinal Garrone, un caractère notable du concile est son unité au service d'une mission providentielle, même si en première analyse elle peut être masquée par « le détail des discussions souvent laborieuses, la multiplicité elle-même des documents émanés du concile ». Pour le prélat, cette unité ne peut être saisie qu'à la lumière de la mission du concile, qui veut nouer le dialogue avec le monde :

« À cette mission le concile n'aurait pas répondu s'il ne s'était pas demandé par quel côté il allait aborder ce monde, quel serait le point de contact qui lui permettrait, en rejoignant ce monde, de lui faire entendre ce que l'Église voulait lui apporter au nom de sa foi. Et c'est ainsi que le concile a choisi pour aborder le Monde le problème qui est si évidemment le centre de tout ce qui touche le Monde : le problème de l'homme. »

Pour Hervé Legrand, o.p., le programme de Vatican II n'est pas celui d'une « adaptation de l'Église au monde » mais celui d'une « adaptation de l'Église à l'Évangile » « pour pouvoir mieux en témoigner dans un monde changé et changeant ».

### L'Église

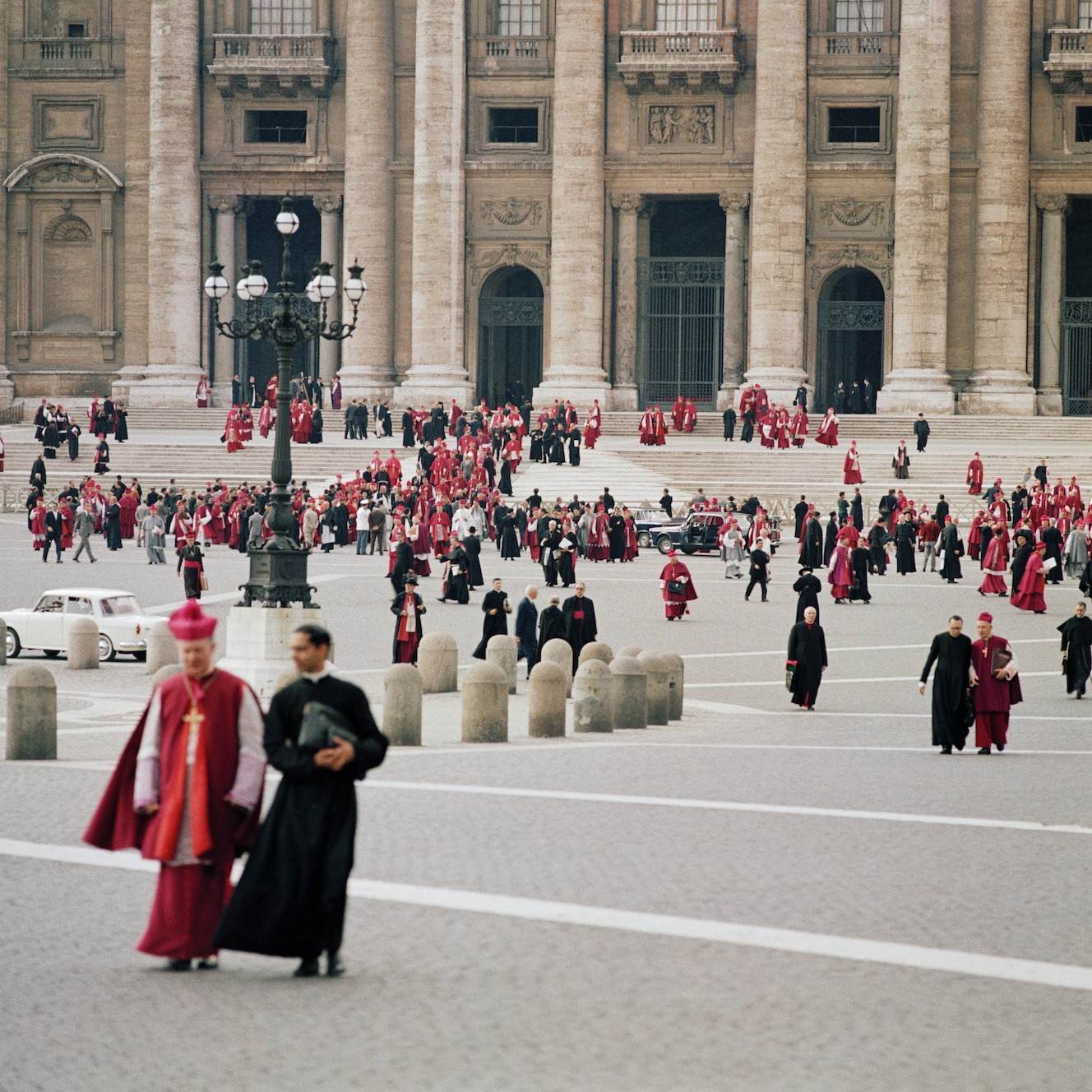
Sortie de la basilique Saint-Pierre.

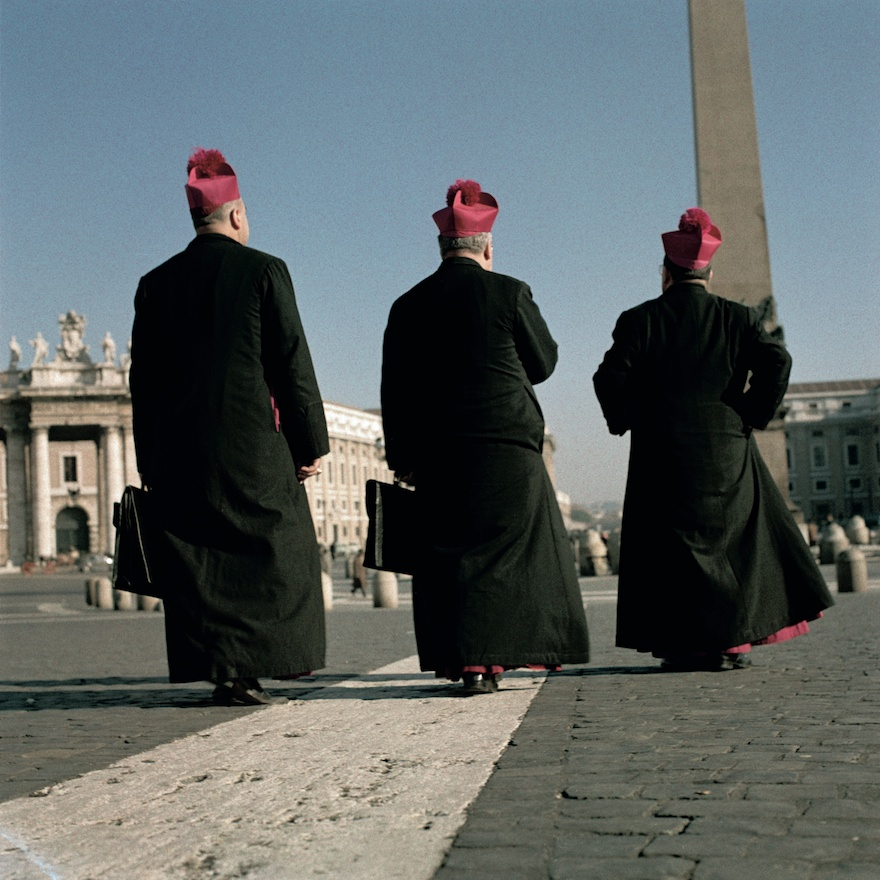
Des cardinaux quittant la basilique Saint-Pierre

Le document issu du concile Vatican II qui eut la plus grande portée est sans doute la constitution dogmatique sur l'Église Lumen gentium (lumière des peuples), promulguée par Paul VI le 21 novembre 1964. Le texte rompt avec une conception institutionnelle de l'Église centrée sur la question de l'autorité monarchique du pape. La question du pouvoir dans l'Église est évoquée, certes, mais seulement à partir du chapitre III.
Selon J. O'Malley, la conception principalement institutionnelle de l'Église, née au XVIe siècle dans un climat d'opposition au protestantisme, servait depuis le XIXe siècle de base aux manuels destinés aux séminaires. L'Église y était décrite comme une « société parfaite », contrepoids sacré aux pouvoirs publics séculiers. Cette conception inspirait encore la première version du schéma sur l'Église. L'évêque de Bruges, Émile-Joseph De Smedt, avait dénoncé cette version dans un discours célèbre, lui reprochant son « triomphalisme », son « cléricalisme » et son « juridisme ».

#### L'Église comme sacrement
Pour Lumen gentium, donc, l'Église ne se définit pas en premier lieu en tant que structure hiérarchique mais par sa mission. Elle est, « dans le Christ », le « sacrement » c'est-à-dire « le signe et le moyen de l'union intime avec Dieu et de l'unité de tout le genre humain » (§ 1). Par ailleurs, elle n'est plus définie comme le Royaume de Dieu sur terre, car elle ne fait qu'annoncer ce Royaume (§ 5). Elle est « à la fois sainte et appelée à se purifier, poursuivant constamment son effort de pénitence et de renouvellement » (§ 8).
Le texte explore les diverses images ou concepts bibliques qu'on peut appliquer à l'Église : le bercail, le champ de Dieu, le temple saint… (§ 6) Les notions privilégiées sont celles du corps du Christ et de la communion (§ 7).
Alors que Pie XII affirmait dans Mystici Corporis (1943) que « le corps mystique et l'Église catholique sont une seule et même chose », Lumen gentium distingue « l'Église du Christ », confessée dans le symbole de Nicée-Constantinople comme une, sainte, catholique et apostolique, de « l'Église catholique » gouvernée par le successeur de Pierre, la première subsistant (subsistit in) dans la seconde (§ 8). Cette distinction entre deux plans fonde la nécessité d'une rénovation et d'une réforme constantes ainsi que le dialogue œcuménique.

#### L'Église comme peuple
Au deuxième chapitre, l'Église est présentée comme un peuple. Ainsi, le texte met l'accent sur l'égalité fondamentale des membres de l'Église, « peuple messianique [qui] a pour chef le Christ » (§ 9). En particulier, il reconnaît « le sacerdoce commun » des fidèles, tout en le distinguant du « sacerdoce ministériel ou hiérarchique » (§ 10). Lumen gentium insiste également sur la participation du peuple de Dieu, par le témoignage de la foi, à la fonction prophétique du Christ (§ 12).
En vertu du sens de la foi (sensus fidei), « la collectivité des fidèles, ayant l'onction qui vient du Saint-Esprit, ne peut se tromper dans la foi » (§ 12). Selon J.-M. Vezin et L. Villemin, Lumen gentium entend ici que l'infaillibilité du magistère se déduit de l'infaillibilité de l'Église en train de croire et non l'inverse.
Selon le texte, Dieu ne veut pas que les hommes soient sanctifiés et sauvés séparément, hors de tout lien mutuel. Il veut, bien plutôt, que les hommes soient constitués en « peuple ». On voit cela déjà dans le choix d'Israël pour être son peuple, en une Alliance qui préfigure l'Alliance nouvelle conclue dans le Christ avec l'ensemble de l'humanité (§ 9).
Pour Lumen gentium, nul ne peut être considéré comme étranger à l'Église du Christ : catholiques « incorporés pleinement à la société qu'est l'Église [catholique] » ; chrétiens séparés, que leur baptême et l'union dans l'Esprit saint continuent à associer à l'Église ; non-chrétiens enfin, puisque tous les hommes sont rachetés par le sang du Christ (§ 13-16).

#### La structure de l'Église
Le chapitre III de Lumen Gentium, sur la constitution hiérarchique de l'Église, valorise considérablement la fonction épiscopale. C'est un changement important par rapport aux présentations antérieures, qui faisaient de l'évêque un prêtre aux pouvoirs plus étendus. Désormais c'est par rapport à l'évêque, successeur des apôtres, que sont définis les autres ministères. Le § 21 écrit ainsi : « En la personne des évêques assistés des prêtres, c'est le Seigneur Jésus-Christ, Pontife suprême, qui est présent au milieu des croyants. » Il est par ailleurs rappelé que la consécration épiscopale correspond à la plénitude du sacrement de l'Ordre.
Cependant la fonction épiscopale est liée à son exercice collégial et non pas individuel. Et le Pape est à la tête du collège des évêques. Lumen Gentium s'attache à préciser l'articulation du pouvoir pontifical et du pouvoir épiscopal. D'un côté, les évêques ne tiennent pas du pape le fondement de leur pouvoir collégial, mais de leur ordination épiscopale. Et « l'ordre des évêques » est « le sujet d'un pouvoir suprême et plénier sur toute l'Église » (§ 22). Il y a donc un pouvoir épiscopal distinct du pouvoir pontifical. D'un autre côté, le collège épiscopal n'a d'autorité que dans la mesure où il est uni au pape comme à son chef. C'est pourquoi, le pouvoir du collège épiscopal « ne peut s'exercer qu'avec le consentement du Pontife romain » (ibid.).
Alors que l'Église issue de Vatican I tendait à considérer les évêques comme de simples délégués locaux du pape, le texte souligne que les évêques ne sont pas les « vicaires » du pontife romain, « car ils exercent un pouvoir qui leur est propre » (§ 27). En même temps, Lumen Gentium rappelle le principe de l'infaillibilité pontificale (§ 18). Les formulations contournées du chapitre III reflètent, en réalité, le conflit entre la minorité et la majorité conciliaire. La rédaction finale du chapitre, qui visait à contenter tout le monde, obtint de fait le consensus quasi unanime des pères.
Les § 25-27 définissent le ministère épiscopal à partir des trois munera (charges) traditionnellement reconnus : l'enseignement, la sanctification et le gouvernement. Parmi les charges de l'évêque, la prédication de l'Évangile est la première (§ 25). Pour ce qui est de la sanctification, l'évêque a un rôle clé par rapport aux sacrements du baptême, de la confirmation, de l'ordre et de la pénitence (§ 26). Enfin, le § 27 insiste sur le fait que l'évêque doit servir et non pas se faire servir.
En pratique, le pape continue après le concile Vatican II d'accomplir des actes significatifs — par exemple la publication d'Humanae Vitae — sans consulter l'épiscopat, et les synodes des évêques créés après le concile n'ont qu'une fonction consultative.
Dans de nombreux pays, les évêques tenaient déjà, avant le concile, à intervalles réguliers, des conférences pour débattre de leurs problèmes communs. Le Décret sur la charge pastorale des évêques dans l'Église rend obligatoire la création de telles conférences épiscopales, et leur confie la responsabilité des nécessaires adaptations des normes générales aux conditions locales. Les décisions des conférences n'ont de pouvoir contraignant pour les évêques et leurs diocèses que si elles sont adoptées par une majorité des deux tiers et confirmées par le Saint-Siège.
Des conférences régionales telles que le Conseil épiscopal latino-américain peuvent également avoir lieu afin de promouvoir des actions communes à une échelle régionale ou continentale, mais n'ont pas de pouvoir législatif[réf. nécessaire].

#### Les laïcs
Le chapitre 4 présente une conception nouvelle des laïcs. Ceux-ci ne sont plus définis seulement négativement, par le fait de n'être ni prêtres ni religieux(ses). D'une part, en tant que baptisés, ils participent à la fonction prophétique, royale et sacerdotale du Christ. D'autre part ils ont pour spécificité d'exercer cette fonction dans le monde. Leur vocation est de « travailler comme du dedans à la sanctification du monde » (§ 31), ils « consacrent à Dieu le monde lui-même » (§ 34). Le texte insiste sur la dignité des laïcs comme membres du peuple de Dieu et sur l'égalité de tous au sein de l'Église (§ 32).
Le § 37 contient l'évocation d'une « opinion publique » dans l'Église : « Dans la mesure de leurs connaissances, de leurs compétences et de leur situation, [les laïcs] ont la faculté et même parfois le devoir de manifester leur sentiment en ce qui concerne le bien de l'Église. »

#### La Vierge Marie
Le chapitre 8, au sujet de Marie, fut sujet à débat. Le premier projet prévoyait un document séparé sur le rôle de Marie, laissant ainsi Lumen Gentium pleinement adressée à l'Église « œcuménique », sans rien qui puisse choquer les protestants, qui pour la plupart jugent excessif le culte que l'Église catholique voue à Marie. Cependant, les pères conciliaires insistèrent pour qu'un chapitre qui lui fut consacré apparût dans la constitution sur l'Église, arguant que la place de Marie était auprès de l'Église ; Paul VI les soutint en cela.

### La liturgie
La constitution Sacrosanctum concilium, promulguée le 4 décembre 1963 par Paul VI, vise en premier lieu à faciliter la participation des fidèles aux célébrations liturgiques : « L'Église désire beaucoup que tous les fidèles soient amenés à cette participation pleine, consciente et active aux célébrations liturgiques, qui est demandée par la nature de la liturgie elle-même » (§ 14). Sacrosanctum concilium se donne pour but d'organiser les textes et les rites de façon qu'ils expriment plus clairement ce qu'ils signifient, et que les fidèles puissent les saisir et y participer « par une célébration pleine, active et communautaire » (§ 21).
Jusqu'à Vatican II, le plus souvent, les fidèles lisaient en silence des prières privées en français dans leur missel pendant que le prêtre célébrait, le dos tourné au peuple et avec des prières en latin, des rites difficilement visibles. Par ailleurs, les règles du jeûne eucharistique avaient pour effet que, le dimanche matin, ceux qui souhaitaient communier le faisaient au cours d'une messe à laquelle ils avaient le droit de n'assister que partiellement, puis rentraient chez eux prendre un petit déjeuner, avant d'assister à une nouvelle messe, au cours de laquelle ils ne communiaient pas.
Le premier chapitre de Sacrosanctum Concilium expose les principes de la « restauration » et du « progrès » de la liturgie : l'œuvre du salut accomplie par le Christ se continue au sein de l'Église et se réalise dans la liturgie (§ 5-6). La liturgie est à la fois rencontre du Christ agissant dans l'Église et attente active de sa venue dans la gloire (§ 7-8). Dans la vie liturgique, l'Eucharistie occupe la première place, elle est le sommet vers lequel tend l'action de l'Église et la source d'où découle toute sa vertu (§ 10).
Dans Sacrosanctum Concilium, l'autorisation de la langue vernaculaire est énoncée en mode mineur. Le § 36 note, en son premier alinéa, que « l'usage de la langue latine, sauf droit particulier, sera conservé dans les rites latins ». Mais il ajoute, au second alinéa, que « l'emploi de la langue du pays peut être souvent très utile pour le peuple », de sorte qu'« on pourra […] lui accorder une plus large place ». Il est précisé que toute décision en matière de langue liturgique revient aux assemblées d'évêques compétentes sur le territoire concerné.
S'agissant de la structure de la messe, le concile entend donner toute sa place à la Parole de Dieu. L'homélie, désormais obligatoire le dimanche, doit porter sur les textes lus pendant la célébration, et non pas seulement sur les normes de la vie chrétienne (§ 52). Il est également précisé que la participation à la messe n'est réelle que si le fidèle est présent du début à la fin (§ 56), alors qu'avant le Concile, il suffisait d'arriver avant le début de l'offertoire et de partir après la bénédiction finale.
Le texte rend également possible la concélébration par plusieurs prêtres ou évêques d'une même messe, alors que la messe « privée » était de règle auparavant (§ 57).
Sacrosanctum Concilium supprime des anomalies qui s'étaient greffées au cours du temps, par exemple l'existence de classes tarifées de cérémonies : ainsi les funérailles de première classe avaient lieu au maître-autel tandis que les funérailles de classe inférieure étaient célébrées dans une chapelle latérale (§ 32).
Le texte insiste sur la nécessaire unité du rite. Néanmoins, il admet des adaptations à la diversité des assemblées, des régions et des peuples, surtout dans les missions (§ 38).
La mise en application des directives du concile sur la liturgie est entreprise sous l'autorité de Paul VI, par une commission pontificale présidée par le cardinal Giacomo Lercaro : le Consilium ad exsequendam Constitutionem de Sacra Liturgia. Les conférences épiscopales nationales jouent également un grand rôle, en particulier pour donner une traduction commune des textes liturgiques pour les pays qui leur sont confiés.
Par sa réduction à une heure, le jeûne eucharistique se retrouve de facto éliminé dès 1964.
Les premières décisions aboutissent à la mise en place de la « messe de 1965 » qui reste en vigueur jusqu'en 1970. Pour la messe chantée, on conserve le grégorien (gloria, credo…) et le latin pour les prières du prêtre et en particulier la prière eucharistique. La langue parlée, en revanche, est admise pour les lectures, les chants, la prière universelle (qui est restaurée, après des siècles d'absence). Malgré l'absence de nouvelles normes en la matière, dans les faits, la célébration se fait face au peuple. La proclamation de la Parole a lieu à l'ambon (et non plus à l'autel). De nouvelles prières eucharistiques sont publiées, qui renouent avec de très anciennes formulations (la tradition apostolique de saint Hippolyte de Rome datant du IIIe siècle pour la prière eucharistique II, des éléments des traditions liturgiques gallicanes et hispaniques pour la prière eucharistique III, et la prière de Saint Basile (IVe siècle) pour la prière eucharistique IV.
En 1969 est publié un nouveau missel romain, dont l'usage devient obligatoire, sauf pour les prêtres âgés ou handicapés : c'est la Messe de Paul VI. Quelques changements sont apportés à la messe de 1965. Le lectionnaire s'enrichit considérablement. Pour les dimanches et fêtes, il y a désormais trois lectures (au lieu de deux), réparties sur un cycle de trois ans (au lieu d'un cycle annuel). La permission de distribuer la communion est accordée aux laïcs, on peut dorénavant communier dans la main (ce dernier point ne date pas précisément de la promulgation du nouveau missel, mais d'un indult, donc d'une dispense, promulgué ultérieurement) et, dans certaines circonstances, sous les deux espèces.
Selon J. O'Malley, si Vatican II s'inscrit dans la ligne de Trente pour affirmer que l'Eucharistie représente un sacrifice d'union avec celui du Christ sur la Croix, il va cependant plus loin en y associant explicitement la résurrection comme plénitude du mystère pascal. Le concile encourage les modèles de piété centrés sur la messe, la liturgie des heures et la Bible, plutôt que sur les pratiques de dévotion telles que les neuvaines, en prolifération dans l'Église catholique depuis le Moyen Âge.

### L'Écriture sainte et la Révélation
La question de la Révélation est traitée dans la constitution dogmatique Dei Verbum promulguée le 18 novembre 1965.
Traditionnellement, l'Église catholique considérait que la Révélation avait deux sources : la Tradition et l'Écriture. Mais le lien entre les deux sources n'était guère précisé, et leur dissociation permettait de présenter comme révélés des dogmes sans fondement scripturaire (par exemple les dogmes de l'immaculée conception et de l'assomption de Marie). Dei Verbum s'efforce de sortir de cette difficulté en insistant sur l'unité des deux sources, moments indissociables de l'auto-révélation de Dieu aux hommes (§ 9). La révélation de Dieu ne se réduit pas à une série de dogmes fournis soit par l'Église, soit par les Écritures : elle est la rencontre du Christ, verbe fait chair (§ 2). Dei Verbum présente la révélation non pas comme la transmission de savoirs ou de normes de comportement, mais comme le don que Dieu fait de lui-même avec l'offre d'une relation d'amitié. La révélation divine est conçue comme l'acte de bienveillance gratuite par lequel le Dieu Trinité se fait connaître lui-même et transmet sa propre vie en vue d'une alliance (§ 2).
Dei Verbum affirme que la charge d'interpréter authentiquement la parole de Dieu est « confiée au seul Magistère vivant de l'Église ». Il note cependant que le magistère n'est pas au-dessus de la parole de Dieu mais à son service (§ 10). Le texte souligne l'intérêt de l'exégèse historico-critique, mais demande aussi aux exégètes de considérer le sens profond de l'Écriture, en lien avec la tradition de l'Église (§ 12).
Le concile entreprend de ranimer le rôle central de l'Écriture dans la vie religieuse et plus précisément théologique de l'Église, en s'appuyant sur l'œuvre des premiers papes, et travaille à une approche moderne de l'analyse scripturaire et de l'interprétation. Une nouvelle approche de l'interprétation est approuvée par les pères conciliaires : l'Église continue à fournir aux fidèles des traductions de la Bible en langue vernaculaire, et religieux et laïcs poursuivent l'étude de la Bible, en tant que part centrale de leurs vies. L'importance de l'Écriture sainte, telle qu'elle était attestée par Léon XIII dans Providentissimus Deus et dans les écrits des saints, docteurs et papes tout au long de l'histoire de l'Église, est confirmée. Le concile approuve également l'interprétation de l'Écriture à la lumière de l'histoire présentée dans l'encyclique Divino afflante Spiritu de Pie XII, en 1943.
Selon Christoph Theobald, le concile Vatican I (à travers constitution dogmatique Dei Filius) conçoit la Révélation sur le modèle d'une instruction : Dieu informe les hommes des vérités qu'ils ne peuvent découvrir par eux-mêmes. Dei Verbum, quant à lui, privilégie le modèle de la communication. La relation entre Dieu et les hommes a davantage la forme d'un dialogue.

### L'Église et le monde
La relation de l'Église au monde moderne est l'objet de la constitution pastorale Gaudium et Spes, promulguée le 7 décembre 1965. Durant sa longue préparation, le texte est désigné sous le nom de « schéma 13 » puis de « schéma 17 ».
Gaudium et Spes marque un tournant dans la vie de l'Église. Celle-ci passe d'une relation avec le monde moderne faite essentiellement de méfiance (Syllabus de Pie IX, condamnation du modernisme sous Pie X) à une relation de solidarité avec les hommes « de ce temps ».
Les premières lignes du texte sont célèbres : « Les joies et les espoirs, les tristesses et les angoisses des hommes de ce temps, des pauvres surtout et de tous ceux qui souffrent, sont aussi les joies et les espoirs, les tristesses et les angoisses des disciples du Christ, et il n'est rien de vraiment humain qui ne trouve écho dans leur cœur » (§ 1).
Selon Jean Daniélou, le texte a un double enjeu : la participation que les chrétiens doivent prendre à la construction de la civilisation temporelle et ce que le monde d'aujourd'hui est en droit d'attendre de l'Église.
La première partie traite des fondements de la pensée sociale de l'Église. La seconde partie examine des questions plus circonstancielles : le mariage et la famille, la culture, la vie économico-sociale, la politique et les relations internationales.
Gaudium et Spes s'efforce de discerner les « signes des temps », c'est-à-dire la présence de Dieu dans les événements significatifs de l'histoire présente (§ 4-1). Le texte insiste sur la dignité inaliénable de l'homme créé à l'image de Dieu (§ 12-22). Il souligne l'aspect social de l'existence humaine : la dignité de l'homme ne peut être assurée qu'au sein d'une communauté d'échange et d'amour mutuel (§ 25). Gaudium et Spes affirme enfin la nécessité du développement : l'homme doit renforcer sa maîtrise sur la création, et il faut instituer un ordre politique, économique et social, qui soit au service de l'homme (§ 9).
Gaudium et Spes fait une allusion au cas de Galilée, en faisant référence à l'ouvrage de Pie Paschini (it), Vita e opere di Galileo Galilei (1964) :

« À ce propos, qu'on nous permette de déplorer certaines attitudes qui ont existé parmi les chrétiens eux-mêmes, insuffisamment avertis de la légitime autonomie de la science. Sources de tensions et de conflits, elles ont conduit beaucoup d'esprits jusqu'à penser que science et foi s'opposaient. »

Le cardinal Ratzinger dit du concile Vatican II, auquel il participe comme théologien : « Il s'agissait d’une tentative pour une réconciliation officielle de l’Église avec le monde tel qu’il était devenu depuis 1789 ».

### L'œcuménisme
Dans l'encyclique Mortalium Animos (1928), Pie XI avait dénoncé avec véhémence les « panchrétiens qui cherchent à fédérer les Églises ». Pour lui, l'unité des chrétiens ne pouvait être assurée que par le « retour des dissidents à la seule véritable Église du Christ ». Dans la même ligne, l'Instruction sur le mouvement œcuménique, promulguée par le Saint-Office le 20 décembre 1949, avait affirmé que « l'Église catholique possède la plénitude du Christ » et n'a pas à se perfectionner par des apports venant d'autres confessions. Logiquement, l'Église catholique avait refusé de participer aux premières assemblées du Conseil œcuménique des Églises à Amsterdam (1948) et Evanston (1954) et n'entretenait aucune relation officielle avec les autres Églises chrétiennes.
Par ailleurs, l'encyclique Humani Generis du 12 août 1950 avait condamné les « nouveaux théologiens » (parmi lesquels Yves Congar) qui, sous prétexte d'unité, tendent à « assimiler au dogme catholique tout ce qui plaît aux dissidents ». Enfin, la proclamation par Pie XII du dogme de l'Assomption de la Vierge Marie (1er novembre 1950), dépourvu d'appui biblique explicite, créait un conflit supplémentaire avec les protestants.
Prenant le contre-pied de cette attitude, le décret Unitatis Redintegratio, promulgué le 21 novembre 1964, affirme que la restauration de l'unité entre tous les chrétiens est l'un des buts principaux du concile Vatican II. Il présente le mouvement œcuménique comme un aspect essentiel de la vie chrétienne (§ 1). Le but du concile, dit le texte, n'est pas seulement de réunir les croyants pris un à un, c'est-à-dire par la conversion individuelle au catholicisme, mais d'unifier les communautés, ce qui implique leur reconnaissance.
Le texte énonce les moyens de favoriser le retour à l'unité : renoncer à toute attitude de médisance et d'agressivité envers les « frères séparés » ; mener des dialogues entre experts bien informés, par lesquels chaque communauté pourra apprendre à connaître les autres ; organiser toutes sortes d'entreprises communes ; prier ensemble ; chercher à se rénover et à se réformer soi-même (§ 4).
L'ambition du texte reste certes limitée. Il ne programme pas un retour à l'unité aisé ou rapide, mais se contente de promouvoir ce retour en demandant aux catholiques de s'engager résolument en sa faveur. Il rappelle également la place unique de l'Église catholique dans l'œuvre du salut. Toutefois, faisant implicitement référence au § 8 de Lumen gentium, le décret reconnaît que « plusieurs et même beaucoup d'éléments de grande valeur peuvent exister en dehors des limites visibles de l'Église catholique », « éléments qui appartiennent de droit à l'unique Église du Christ » (§ 3).
Dans son discours d'ouverture de la deuxième session du concile, le 29 septembre 1963, Paul VI formule une demande de pardon : « Si, dans les causes de cette séparation, une faute pouvait nous être imputée, nous en demandons humblement pardon à Dieu, et nous sollicitons aussi le pardon de nos frères… ».
La fin du concile est marquée par la levée des excommunications mutuelles par le pape et le patriarche orthodoxe de Constantinople.
Enfin, deux mesures concrètes qui entrent directement en application après le concile concernent l'œcuménisme.
La première est le lectionnaire œcuménique, que les catholiques et les luthériens appliquent toujours aujourd'hui, malgré quelques divergences d'interprétation. Des voix s'élèvent aujourd'hui pour demander sa révision, notamment en incluant plus de textes de l'Ancien Testament, surtout représenté actuellement par les Psaumes.
La seconde est la traduction commune de la Bible en langue vernaculaire. Bien que le travail de traduction ait été commencé avant l'ouverture du concile Vatican II (première rencontre des traducteurs le 19 décembre 1961, ouverture du concile en 1962) la Traduction œcuménique de la Bible (TOB), qui est toujours en usage chez les catholiques et une grande partie des protestants. Cependant, les orthodoxes se sont vite détachés du projet, le jugeant trop moderniste. Certains regrettent l'absence de notes de culture biblique. Depuis, les orthodoxes ont rejoint l'équipe de la TOB pour la révision éditée en 2010. Les notes sont abondantes dans les éditions d'étude.

### La liberté religieuse
La liberté religieuse est l'objet de la déclaration Dignitatis Humanae, votée le 7 décembre 1965. Le texte ne traite pas de la liberté dans l'Église mais du libre exercice de la religion dans la société civile. Il affirme que les pouvoirs publics ne doivent pas imposer ou interdire une option religieuse. La déclaration énonce notamment qu'« en matière religieuse nul ne [peut être] forcé d'agir contre sa conscience » (§ 2) et que « personne ne doit être contraint à embrasser la foi malgré lui » (§ 10).
Il est à noter que l'Église a traditionnellement condamné les conversions forcées au catholicisme, de sorte que, de ce point de vue, le concile n'innove pas. En revanche, avant le concile, l'Église n'exigeait la liberté que pour elle-même, se réservant la possibilité, lorsqu'elle était majoritaire, d'interdire les autres confessions, ou, au mieux, de les « tolérer », comme dans le concordat espagnol de 1953. Cette exigence de liberté pour elle-même associée à une « intolérance » pour les autres confessions constituait un « double standard ». Désormais l'Église se pose en défenseur de toutes les libertés religieuses,.
Selon l'Histoire du christianisme dirigée par Jean-Marie Mayeur, c'est ce texte qui a provoqué les tensions les plus fortes au cours du concile. Aucun document n'a rencontré autant d'hostilité de la part de la minorité conciliaire.
Le texte avait d'abord été conçu comme un chapitre du décret sur l'œcuménisme, destiné à régler le problème des tracasseries anti-protestantes dans les pays traditionnellement catholiques comme l'Espagne et la Colombie. La version finale a une autre perspective : répondre aux reproches d'intolérance adressés à l'Église catholique, et revendiquer, face aux États totalitaires marxistes, la liberté de culte pour les chrétiens.
Dignitatis humanae fonde la liberté religieuse sur la dignité de la personne. La déclaration est fortement influencée par Pacem in terris, qui reprend les points les plus importants de la Déclaration universelle des droits de l'homme de 1948.
La première partie du texte s'adresse à tout homme et utilise surtout le langage de la raison. La deuxième partie, qui relève davantage du registre théologique, montre que cette doctrine de la liberté est impliquée par la foi chrétienne. Le § 11, en particulier, propose une méditation sur la prédication de Jésus et des apôtres, qui ne repose aucunement sur la contrainte.
Les deux principaux auteurs de Dignitatis humanae sont le théologien italien Pietro Pavan et le jésuite américain John Courtney Murray. C'est ce dernier qui donna au texte sa forte dimension juridique.
Toutefois, la déclaration n'évoque pas la « liberté de conscience ». Cette dernière avait en effet été qualifiée par Grégoire XVI de « délire » dans l'encyclique Mirari vos en 1832, expression reprise dans l'encyclique Quanta cura de Pie IX en 1864. La nature de l'articulation entre liberté de conscience et liberté religieuse fait l'objet de débats. Selon Martin Rhonheimer, de l'Opus Dei, le rapport entre l'enseignement de Vatican II et celui de la tradition pré-conciliaire est celui de la réforme dans la continuité. Selon Basile Valuet, de l'abbaye Sainte-Madeleine du Barroux, c'est la continuité qui prévaut.
En 1966, John Courtney Murray regrette que Dignitatis Humanae s'en tienne à une définition « étroitement limitée » de la seule liberté religieuse et ne mette pas mieux en valeur que « la dignité humaine consiste en l'usage responsable de la liberté »,..

### Relations avec les autres religions
Outre la reconnaissance de la liberté religieuse, le concile développe une vision positive de l'action du Dieu unique au cœur même des religions non chrétiennes, comme l'illustre notamment la déclaration Nostra Ætate.
La déclaration a été adoptée le 15 octobre 1965. Elle rompt avec des siècles d'indifférence ou d'hostilité à l'égard des autres religions. La déclaration affirme que l'Église ne rejette rien de ce qui est « vrai et saint » dans les religions non chrétiennes et qu'elle respecte sincèrement les règles et les doctrines de ces religions qui « reflètent souvent un rayon de la vérité qui illumine tous les hommes » (§ 2). Les religions nommément citées sont l'hindouisme, le bouddhisme, l'islam et le judaïsme. Le texte se garde néanmoins de tout syncrétisme. Il rappelle que les catholiques sont tenus — par le dialogue — d'annoncer le Christ (§ 2).
Concernant les rapports entre le catholicisme et le judaïsme, Nostra Ætate récuse toute responsabilité du peuple juif en tant que tel dans la mort du Christ. De même concernant le Catéchisme du concile de Trente (1566), qui précise que les péchés de l’humanité tout entière sont responsables de la Crucifixion, la faute des chrétiens étant plus grande car ils sont plus conscients de la gravité de leurs actes,.
Nostra Ætate condamne les persécutions antisémites et recommande de faire disparaître tout antijudaïsme de la catéchèse et de la prédication (§ 4). Cette déclaration a profondément renouvelé l’enseignement de l’Église sur le judaïsme et condamné sans ambiguïté l’antijudaïsme chrétien traditionnel. Sa nouveauté réside surtout dans la reconnaissance des racines juives du christianisme. La théologie de la substitution (l'Église comme verus Israel et l'« ancien Israël » Vetus Israel étant déchu et banni) laisse la place à une théologie de la filiation et de l'enracinement : deux religions et non une seule élue de Dieu. Jules Isaac, par ses écrits et ses interventions, avait notamment fait avancer la prise de conscience de l’Église sur cet antijudaïsme systémique dès la conférence de Seelisberg en 1947 mais il a fallu attendre Jean-Paul II pour « l'acte de repentance pour l’antijudaïsme des chrétiens au cours des siècles ».
Le décret Ad Gentes évoque les « semences du Verbe », semina Verbi, qui se trouvent cachées dans les différentes « traditions nationales et religieuses », et dont la reconnaissance doit être articulée avec l'exigence d'évangélisation.
Cette vision renouvelée du rapport aux différentes traditions religieuses s'est illustrée dans les rencontres d'Assise, initiées par Jean-Paul II et poursuivies par Benoît XVI.
Le 6 août 2000, la déclaration Dominus Iesus, signée par le cardinal Ratzinger et approuvée par Jean-Paul II, prend position sur les relations avec les autres religions et l'œcuménisme. Elle affirme qu'aux yeux du Magistère l'Église catholique est « l'unique Église du Christ » et que les Églises nées de la Réforme « ne sont pas des Églises au sens propre du mot » (§ 17). Cette déclaration a pu choquer un large éventail de chrétiens et de membres d'autres religions, en semblant ignorer voire annuler les progrès accomplis dans les rapprochements œcuméniques des décennies précédentes. Jean-Arnold de Clermont, président de la Fédération protestante de France, y voit une « lecture figée des textes de Vatican II ». Du côté catholique, Claude Geffré regrette que « le jugement positif de Vatican II sur les autres religions [soit] réinterprété dans un contexte de christianocentrisme et d'ecclésiocentrisme qui rappelle à bien des égards une théologie préconciliaire ».

## Thèmes non abordés
Alors que de nombreux Pères conciliaires l'auraient souhaité, la condamnation du communisme ne fut pas évoquée par Jean XXIII ni Paul VI pour garder de bonnes relations avec l'Union soviétique.
Plusieurs questions furent également écartées de l'agenda conciliaire par Paul VI, qui les considérait de sa seule autorité : la réforme de la curie et le mécanisme destiné à donner une place centrale à la collégialité, le célibat des prêtres… En particulier, son refus de laisser le concile débattre de la contraception et le contrôle des naissances correspond à une volonté de ne pas faire évoluer la morale sexuelle catholique, à une heure où les mœurs se libéralisent et où les lois civiles changent (en France, loi Neuwirth en 1967),.
Par ailleurs, les vœux pour le concile exprimés par l’Athénée pontificale salésienne, proposant l'excommunication latæ sententiæ (c.-à-d. automatique) des agresseurs sexuels, clercs ou religieux, ont été écartés lors des débats préparatoires sur deux arguments : laisser les évêques en juger et éviter un scandale préjudiciable à l'Église et au célibat ecclésiastique.

## Textes et documents promulgués

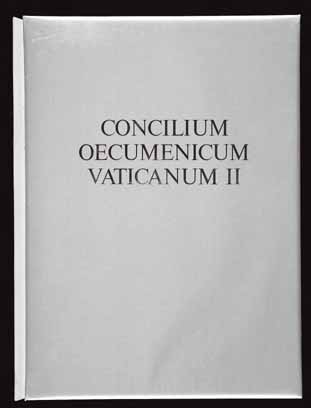
Couverture des documents concernant le concile, Lothar Wolleh.

Le concile a approuvé 4 constitutions, 9 décrets et 3 déclarations. Les documents sont donnés ici dans l'ordre chronologique de leur approbation par les pères du Concile. Bien que tous officiels, ils n'ont pas nécessairement tous la même importance théologique et canonique dans la vie de l'Église. Le titre qui leur est donné (Constitution, Décret ou Déclaration) donne une certaine idée de leur importance.

### Deuxième session (1963)
- 4 décembre 1963 : La Constitution sur la sainte Liturgie (Sacrosanctum Concilium) est approuvée en dernière lecture par 2 147 voix contre 2.
- 4 décembre 1963 : Le Décret sur les moyens de communications sociales (Inter Mirifica) est approuvé en dernière lecture par 1 960 voix contre 164.

### Troisième session (1964)
- 21 novembre 1964 : La Constitution dogmatique sur l'Église (Lumen Gentium) est approuvée en dernière lecture par 2 151 voix contre 5.
- 21 novembre 1964 : Le Décret sur les Églises catholiques orientales (Orientalium Ecclesiarum) est approuvé en dernière lecture par 2 110 voix contre 39.
- 21 novembre 1964 : Le Décret sur l'Œcuménisme (Unitatis Redintegratio) est approuvé en dernière lecture par 2 137 voix contre 11.

### Quatrième session (1965)
- 28 octobre 1965 : Le Décret sur la charge pastorale des évêques dans l'Église (Christus Dominus) est approuvé en dernière lecture par 2 319 voix contre 2 et 1 vote nul.
- 28 octobre 1965 : Le Décret sur la rénovation et l'adaptation de la vie religieuse (Perfectae Caritatis) est approuvé en dernière lecture par 2 325 voix contre 4.
- 28 octobre 1965 : Le Décret sur la formation des prêtres (Optatam Totius) est approuvé en dernière lecture par 2 318 voix contre 3.
- 28 octobre 1965 : La Déclaration sur l'éducation chrétienne (Gravissimum Educationis) est approuvée en dernière lecture par 2 325 voix contre 35.
- 28 octobre 1965 : La Déclaration sur les relations de l'Église avec les religions non chrétiennes (Nostra Ætate) est approuvée en dernière lecture par 2 221 voix contre 88 et 1 vote nul.
- 18 novembre 1965 : La Constitution dogmatique sur la Révélation divine (Dei Verbum) est approuvée en dernière lecture par 2 344 voix contre 6.
- 18 novembre 1965 : Le Décret sur l'apostolat des laïcs (Apostolicam Actuositatem) est approuvé en dernière lecture par 2 340 voix contre 2.
- 7 décembre 1965 : La Déclaration sur la liberté religieuse (Dignitatis humanae) est approuvée en dernière lecture par 2 308 voix contre 70.
- 7 décembre 1965 : Le Décret sur l'activité missionnaire de l'Église (Ad Gentes) est approuvé en dernière lecture par 2 394 voix contre 5.
- 7 décembre 1965 : Le Décret sur le ministère et la vie des prêtres (Presbyterorum Ordinis) est approuvé en dernière lecture par 2 390 voix contre 4.
- 7 décembre 1965 : La Constitution pastorale sur l'Église dans le monde de ce temps (Gaudium et spes) est approuvée en dernière lecture par 2 309 voix contre 75 et 7 votes nuls.

### Signature et promulgation
Chaque document se termine par le texte suivant :

« Tout l'ensemble et chacun des points qui ont été édictés dans cette Constitution (Décret, Déclaration) ont plu aux pères du Concile. Et Nous, en vertu du pouvoir apostolique que nous tenons du Christ, en union avec les vénérables Pères, Nous les approuvons, arrêtons et décrétons dans le Saint-Esprit, et Nous ordonnons que ce qui a été ainsi établi en Concile soit promulgué pour la gloire de Dieu. »

— Signé : Moi, Paul, évêque de l'Église catholique.
Suivent les signatures des pères conciliaires.

## Effets du concile
Le concile suscite d'abord l'euphorie dans le monde catholique. Mais certains évêques sont déçus par la façon restrictive dont Paul VI comprend parfois la collégialité épiscopale. On constate aussi, au nom de « l'esprit du concile », des faux-pas et des incongruités dans la liturgie et la catéchèse.
L'après-concile se caractérise par une crise du catholicisme : recul des vocations sacerdotales, remise en question des formes classiques de la vie religieuse, diminution de la pratique dominicale, rejet des positions traditionnelles en matière de morale sexuelle… Pour les adversaires du concile, c'est là une conséquence directe de Vatican II. Les réformistes, quant à eux, ont tendance à expliquer cette crise par la lenteur mise par la curie romaine à appliquer les nouvelles orientations conciliaires.
En réalité, les deux positions sont assez critiquables. C'est un fait que Vatican II a dû renoncer à prendre position sur quelques problèmes brûlants, notamment la régulation des naissances, le communisme ou le maintien rigoureux du célibat des prêtres dans l'Église latine. Par ailleurs, dans plusieurs cas, l'ambiguïté a été cultivée afin d'échapper à des oppositions inextricables. Les limites textuelles de l'aggiornamento conciliaire sont réelles : elles ont été le prix à payer pour que se réalise le consensus constitutif de l'identité catholique. Mais nombre de thèmes importants, qui n'avaient jamais retenu l'attention d'un concile, ont été abordés : la place de l'épiscopat dans la structure du Peuple de Dieu, le ministère des prêtres et leur formation, le rôle des laïcs en tant que tels dans l'Église, la position de l'Église catholique vis-à-vis du mouvement œcuménique, des juifs et des religions non chrétiennes, la liberté religieuse.
La force de Vatican II est en outre d'adopter une perspective qui ne se limite pas aux seuls problèmes intra-ecclésiaux. En effet, le concile cherche à nouer le dialogue avec tous les hommes de bonne volonté.
Vatican II n'a pas empêché le développement de la crise des décennies suivantes. S'il n'est pas à l'origine de l'effondrement des courbes enregistrées depuis le milieu des années 1960 concernant la pratique et les vocations, il en a fixé le calendrier et l'intensité. Ainsi, il a pu déstabiliser certains catholiques dans leur foi et dans leur pratique. Mais il a pu au contraire, pour d'autres, atténuer les conséquences de la tendance générale à la déchristianisation sur le long terme, en engageant l'Église dans les voies de l'avenir par un redressement pastoral, spirituel et intellectuel.

## Réactions
Au lendemain du concile, deux courants de contestation diamétralement opposés se mettent en place. Dès la fin des années 1960, le débat s'engage sur la notion de « crise de l'Église ».

### Traditionalisme
Certains prêtres et évêques refusent les décisions et orientations données par le concile à l'Église. Selon eux, elles s'opposent à l'enseignement bi-millénaire de l'Église, la Tradition. Ils estiment les déclarations du concile en contradiction avec le Syllabus en plusieurs points essentiels ainsi qu'avec la dénonciation du modernisme par le pape Pie X.
Le refus qui aura le plus de conséquences est celui émanant de Marcel Lefebvre, ancien archevêque de Dakar. Après avoir accepté librement de signer les déclarations du concile, il les rejette publiquement en 1974. Il est alors frappé d'une suspense a divinis. La Fraternité sacerdotale Saint-Pie-X, qu'il avait fondée en 1970, est déclarée dissoute en 1976 ; elle poursuit néanmoins son existence et s'oppose aux réformes. Elle utilise la messe tridentine (ou messe de saint Pie V) comme étendard de sa contestation du concile. De cette façon, Marcel Lefebvre indique vouloir sauver l'Église catholique de la situation très grave dans laquelle elle se serait mise en détruisant la liturgie traditionnelle ainsi que d'autres éléments qu'il juge essentiels à sa survie.
Paul VI déclare en privé : « En apparence ce différend porte sur une subtilité. Mais cette messe dite de saint Pie V, comme on le voit à Écône, devient le symbole de la condamnation du concile. Or, je n'accepterai en aucune circonstance que l'on condamne le concile par un symbole. Si cette exception était acceptée, le concile entier sera ébranlé. Et par voie de conséquence l'autorité apostolique du concile ».
Sous l'autorité de Jean-Paul II, des négociations de rapprochement sont menées avec le mouvement lefebvriste. En 1988, alors qu'un protocole d'accord avait été accepté, Marcel Lefebvre se rétracte et sacre sans autorisation pontificale quatre évêques de sa mouvance. Pour Rome, il s'agit d'un acte schismatique, qui provoque l'excommunication automatique des quatre évêques et de leur chef.
En juillet 2007, Benoît XVI, par son motu proprio Summorum Pontificum, assouplit les conditions de célébration de la messe selon le rite tridentin. L'objectif affiché de ce mouvement d'ouverture vers les lefebvristes est de modifier leur attitude de rejet des décisions du concile Vatican II. Le 21 janvier 2009, Benoît XVI lève l'excommunication qui frappait les quatre évêques ordonnés par Marcel Lefebvre.
En juillet 2021, le pape François publie le motu proprio Traditionis custodes, qui abroge le Summorum Pontificum de 2007. Ce texte est accompagné d'une lettre aux évêques catholiques du monde.

### Bref examen critique du nouvelOrdo Missae
Le Bref examen critique du nouvel Ordo Missae constitue une « lettre à Paul VI » émise par les cardinaux Ottaviani et Bacci au sujet du nouveau missel, de la messe dite « Paul VI ». Ce texte intervient dans un contexte lié au synode épiscopal convoqué à Rome au mois d'octobre 1967 qui a dû prononcer un jugement sur la célébration expérimentale d'une messe dite "normative". Ils prennent alors la tête d'un courant opposé au sein du collège des cardinaux à une réforme liturgique allant selon eux, trop loin.

### Demande d'un approfondissement deVaticanII
Pour le jésuite Joseph Moingt, pour remédier au dépérissement de l'Église, il faudrait mettre résolument en œuvre les recommandations de Vatican II, au lieu de s'en méfier et d'aller à leur encontre. C'est-à-dire à ses yeux :
- laisser une plus grande liberté d'initiative et d'expérimentation aux Églises locales ;
- moins se soucier de renforcer les structures administratives de l'institution que de faire vivre les communautés de chrétiens, si petites qu'elles soient, là où ils résident ;
- appeler les fidèles à prendre la responsabilité de leur vie chrétienne et de leur vie en Église, non individuellement ni entre eux seuls, mais en commun et en concertation avec l'autorité épiscopale ;
- faire davantage confiance à une liberté inventive qu'à l'obéissance passive ;
- faire entrer des laïcs, dûment délégués par leurs communautés, dans les lieux où se prennent les décisions pastorales, à tous les échelons, et à égalité avec les clercs ;
- laisser entrer les femmes dans ces lieux de décision à égalité avec les hommes[116].

Pour Philippe Bordeyne et Laurent Villemin, ce concile marque l'entrée de l'Église dans l'âge de l'herméneutique où la parole chrétienne se dit autrement. Les textes du concile eux-mêmes sont interprétés pour en tirer des significations adaptées aux problèmes actuels.
Pour le dominicain Christian Duquoc, dans Lumen gentium, le pouvoir « sacré » du ministre ordonné n'a pas de sens en lui-même, mais est ordonné au « peuple de Dieu ». Le sacerdoce et l'épiscopat sont des services rendus à la communauté, et le prêtre n'est maître d'aucun pouvoir. Il déplore que Lumen gentium en reste à l'exhortation, et que le pouvoir ecclésiastique reste sans régulation communautaire.

### Hiérarchie de l'Église
L'Assemblée extraordinaire du synode des évêques convoquée en 1985 par Jean-Paul II sur le thème des vingt ans du concile a noté que la constitution Dei Verbum avait été encore trop négligée, et n'a pas permis de résoudre la question de la collégialité.

#### Interprétation deJean-PaulII
Jean-Paul II résume ainsi l'enseignement du concile dans son encyclique Redemptoris Missio de 1990 :
« L'Esprit se manifeste d'une manière particulière dans l'Église et dans ses membres ; cependant sa présence et son action sont universelles, sans limites d'espace ou de temps. Le Concile Vatican II rappelle l'œuvre de l'Esprit dans le cœur de tout homme, par les « semences du Verbe », dans les actions même religieuses, dans les efforts de l'activité humaine qui tendent vers la vérité, vers le bien, vers Dieu. »

#### Interprétation deBenoîtXVI
Benoît XVI, dans un discours de décembre 2005, s'oppose à la vision d'un concile en rupture avec la Tradition, véhiculée aussi bien par les traditionalistes que par les réformateurs : il discerne une « "herméneutique de la discontinuité et de la rupture" ; celle-ci a souvent pu compter sur la sympathie des mass media, et également d'une partie de la théologie moderne. D'autre part, il y a 'l'herméneutique de la réforme", du renouveau dans la continuité de l'unique sujet-Église, que le Seigneur nous a donné. » Benoît XVI précise que, pour les tenants de la première interprétation, les textes du concile comme tels ne seraient pas encore la véritable expression de l'esprit du concile, mais qu'ils seraient le fruit de compromis qui demandent à être dépassés. Le pape rejette cette position et lui oppose l'enseignement de ses prédécesseurs, citant notamment Jean XXIII,,,.

#### Interprétation du pape François
Dans une interview du pape François aux revues culturelles jésuites, celui-ci déclare que le concile fut une relecture de l'Évangile à la lumière de la culture contemporaine. Pour François, le concile « a produit un mouvement de rénovation qui vient de l'Évangile lui-même ».
Le pape François déclare dans une homélie : « Quelques voix demandent à retourner en arrière. Cela s'appelle « être entêté », cela s'appelle « vouloir apprivoiser l'Esprit-Saint », cela s'appelle « devenir sot et lent du cœur » ».
Selon Jean Picq, l'attitude du pape François « est à rebours du repli identitaire : c'est ici le souffle de Vatican II qui est repris ».

### Autres réactions
À la fin de l'été 1968, le général de Gaulle, président de la République française, affirme au nouvel archevêque de Paris, le cardinal François Marty, que « le concile de Vatican II est l'événement le plus important du siècle, car on ne change pas la prière d'un milliard d'hommes sans toucher à l'équilibre de toute la planète ».